# Вепсский язык
Ве́псский язы́к (самоназвание — vepsän kel') — язык вепсов, входящий в северную подветвь прибалтийско-финских языков финно-угорской ветви уральской языковой семьи; ближайшими его родственниками являются такие языки, как карельский, финский, эстонский, ижорский и водский.
На вепсском языке говорят в основном в Республике Карелия, Ленинградской и Вологодской областях Российской Федерации. Вепсский язык находится под угрозой исчезновения, так как большинство носителей языка — представители старшего поколения; дети же языком почти не владеют. Все вепсы в России владеют русским языком как родным. Вепсский язык включён в Красную книгу языков народов России и считается языком с прерванной письменной традицией.
Долгое время был бесписьменным языком. Его письменность была возрождена только в начале 1990-х годов на основе латиницы. В настоящее время в Петрозаводске выходит ежемесячная газета на вепсском языке «Kodima» («Родина»).
Грамматически вепсский язык относится к агглютинативным языкам с очень развитой падежной системой; в нём выделяется от 10 до 24 падежей. Глагол изменяется по лицам и числам и имеет четыре глагольных времени — настояще-будущее, имперфект, перфект и плюсквамперфект, а также четыре наклонения. Вепсский язык может быть намного более заметно, чем родственные ему языки, насыщен так называемым «историческим наследием» — например, сокращениями основы в середине слов.
По одной из гипотез, вепсский язык является очень молодым. Согласно ей, он отделился от карельского в начале XVII века нашей эры, но в нём присутствует очень древний субстрат.
В лексике вепсского языка заметно влияние (в виде заимствований) русского, так как его носители веками проживали рядом с носителями русского языка и взаимодействовали с ними.

## Этимология
Название языка (vepsän kel') происходит от самоназвания вепсов. До появления вепсской письменности как самоназвание фиксировалась только форма vepsläine. Форма veps (мн. ч. vepsad) фактически является заимствованием из русского языка.
Происхождение слова «вепс» до конца не ясно; возможно, оно восходит ещё к довепсскому населению Межозёрья (территории между Онежским, Белым и Ладожским озёрами). В Древней Руси слово весь «вепсы» было употреблено ещё в «Повести временных лет» Нестором при описании событий IX века. Д. В. Бубрих считал, что славянское название племени весь было перенято от скандинавов, которые называли его, судя по западноевропейским источникам, vizzi. По мнению Н. И. Богданова, связь между этнонимами «вепс» и «весь» является очевидной: он обосновал это наличием у вепсов возможного самоназвания вепсь с мягким согласным на конце. Так же утверждает и З. П. Малиновская, занимавшаяся исследованиями использования этнонима вепс у приоятских вепсов.
Этноним «вепсы» прослеживается в топонимах Бабаевского района, где традиционно проживали вепсы.
До советского времени в русских источниках вепсы именовались чудью.

## Лингвогеография

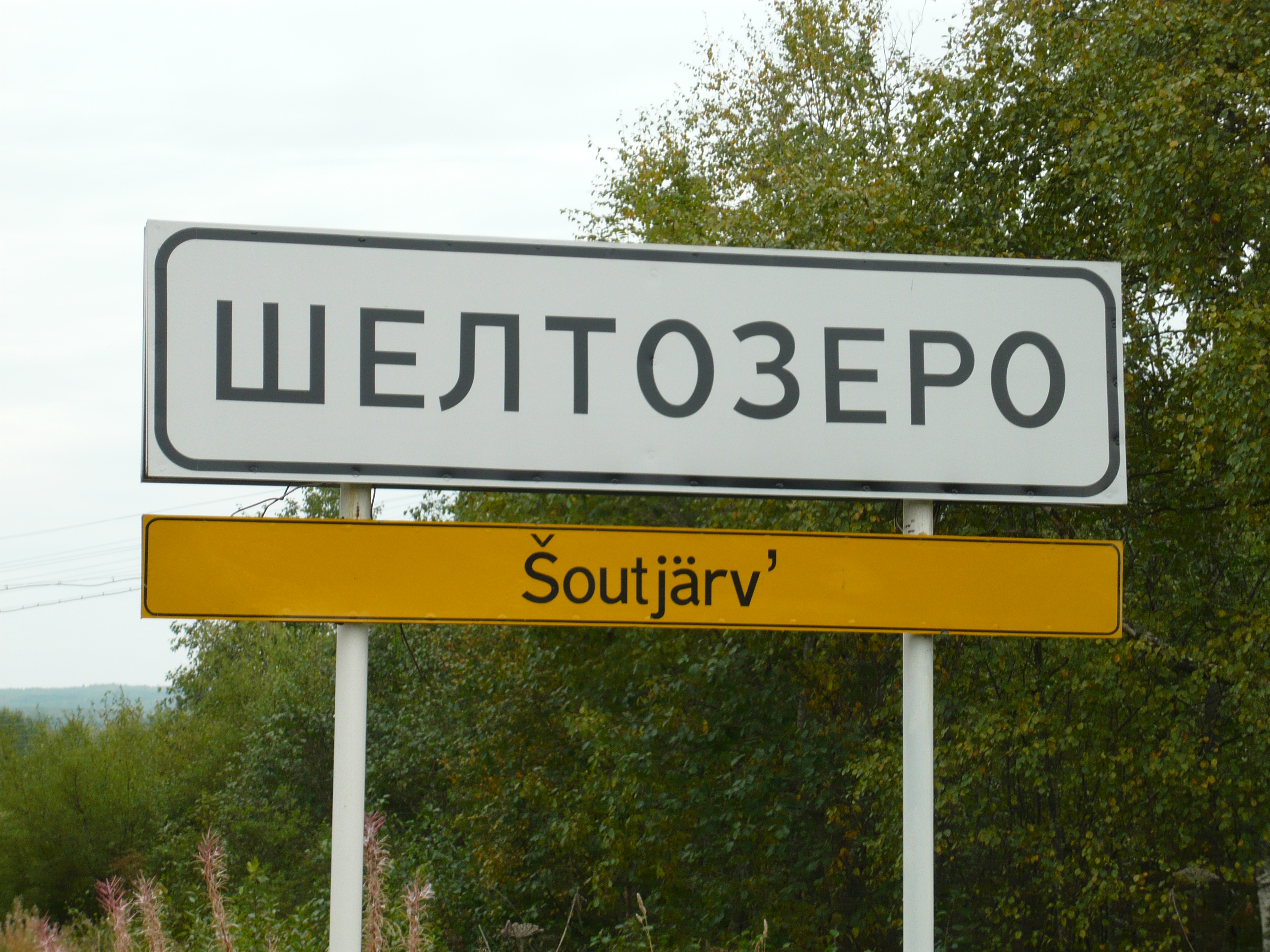
Двуязычный дорожный знак на въезде в с. Шёлтозеро

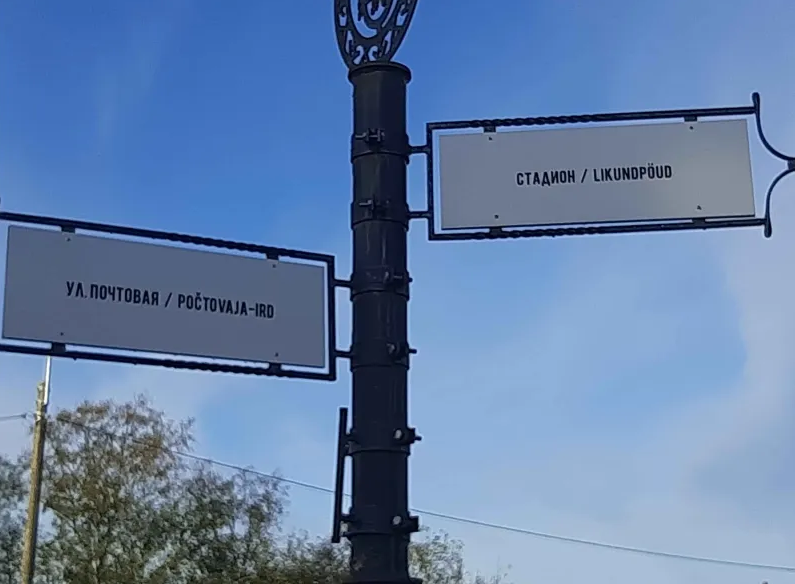
Дорожный указатель на русском и вепсском языках в Шёлтозеро

### Ареал и численность
Вепсский язык распространён в Республике Карелия (Прионежский район), Ленинградской области (Подпорожский, Тихвинский, Лодейнопольский, Бокситогорский районы), а также Вологодской области (Вытегорский и Бабаевский районы). Компактно проживающие группы вепсов имеются в Иркутской области (большинство — в посёлке Кутулик, административном центре Аларского района), куда вепсы переселились в ходе Столыпинской реформы 1911—1913 годов. Вепсы-переселенцы проживают также в посёлке Кузедеево Кемеровской области (по переписи 2010 года, в Кузедеево вепсским языком владело 5 человек). Значительная часть вепсов проживает в Республике Карелия (4870 чел., или 59,1 %), Ленинградской (2337 чел., или 28,4 %) и Вологодской (426 чел., или 5,2 %) областях. Среди других субъектов РФ больше всего вепсов насчитывается в Мурманской области (128 чел., или 1,6 %) и Кемеровской области (83 чел., или 1 %). В местах традиционного проживания вепсов, то есть в вепсских сёлах Республики Карелия, Ленинградской и Вологодской областей, их насчитывается всего около 3500 человек.
В 1994 году в составе Прионежского района Карелии была образована Вепсская национальная волость, но в 2004 году она была упразднена, а её территория — возвращена в состав Прионежского района. Население бывшей Вепсской национальной волости проживает в 14 населённых пунктах, объединённых в три сельских поселения. Центром волости являлось село Шёлтозеро, расположенное в 84 км от Петрозаводска. В Петрозаводске существует Общество вепсской культуры, получающее поддержку со стороны властей Республики Карелия, что способствует развитию языка; существует также Вепсское общество в Санкт-Петербурге.
Общая численность вепсов в России по переписи 2002 года составляла 8240 человек, но это число считается заниженным.
По данным Всероссийской переписи населения 2010 года, численность лиц, владеющих вепсским языком, составляла 3,6 тысяч человек.
Согласно актуальной Всероссийской переписи населения 2020—2021 годов, общее число говорящих на вепсском снизилось до 2173 человек, из них 1276 человек заявили о владении языком как родным. Носители вепсского как родного проживали в 31 регионе России, в первую очередь, в Ленинградской области (544), Республике Карелия (334), Вологодской области (276), Санкт-Петербурге (56), а также в Мурманской (11), Кемеровской (7) и Иркутской (6) областях. Из 1276 носителей 853 были сельскими жителями и 423 городскими.
Данные, полученные в результате проведения переписей населения, не вызывали доверия у исследователей из-за того, что были известны многочисленные факты записи вепсов русскими. Основные причины того, что вепсы причисляли и причисляют себя к русским, — непрестижность языка, низкий уровень национального самосознания (Строгальщикова, 2006).
Язык был включён в 2009 году ЮНЕСКО в Атлас исчезающих языков мира как находящийся под угрозой исчезновения.

### Диалекты
Вепсский язык имеет три живых диалекта:
- северный (Республика Карелия, прибрежная полоса Онежского озера к северу от Вознесенья, часть носителей живёт в Петрозаводске);
- средний (Подпорожский, Тихвинский, Лодейнопольский районы Ленинградской области, Вытегорский и Бабаевский районы Вологодской области);
- южный (Бокситогорский район Ленинградской области).

Средний диалект выделяется скорее по географическому принципу, так как в нём имеется ряд значительно отличающихся говоров и их групп (например, белозерские говоры, имеющие между собой значительные фонетические и морфологические различия, шимозерский говор, группы оятских говоров, юго-западные или капшинские говоры и др.). Среди не так давно вымерших диалектов выделяется исаевский — он существовал юго-запад от Каргополя и вымер на рубеже XIX—XX веков (основной его исследователь — Ялмар Басильер, основная работа, посвящённая ему, — «Vepsäläiset Isajevan Voolostissa», 1890).
Письменный вепсский язык основан на среднем диалекте.

#### Основные черты северного диалекта
- На месте j в начале слова стоит d’: d’äniš «заяц» (в литературном вепсском — jäniš), d’o «уже» (в литературном вепсском — jo), d’umal «бог» (в литературном вепсском — jumal), d’äritada «размельчать», d’on «(я) пью», d’ättab «он/она/оно оставляет»;
- иногда в начале слова могут появляться долгие гласные, полностью отсутствующие в литературном языке: maa «Земля», puul’e «на дерево», suuhu «в рот»;
- наличие геминированных согласных k, g, t, d, p, b, z в форме 3 лица ед. числа настоящего времени изъявительного наклонения: kattab «(он) укрывает», laddib «он/она/оно налаживает», teggob «он/она/оно делает», l’ubbub «он/она/оно поднимается», hüppib «он/она/оно прыгает», läzzub «он/она/оно лежит»;
- имеется значительно большее смягчение, чем в других диалектах, согласных l, n, r перед -е в именных формах (например, в аллативе: sizarel’e «сестре», mamal’e «маме»), а также в личных формах глаголов, обладающих основой на -e: tul’en «(я) приду», pan’ed «(ты) кладёшь», pur’ed (ты) «укусишь», man’e «иди!», tul’e «приди!»;
- в отличие от других диалектов, согласные перед i вообще не смягчаются: voil «маслом», tulid «ты пришёл», kavelin «я ходил», söizin «я съел бы»;
- дифтонги oi, ui превращаются в ii и монофтонг i: kaniid, kanid «куриц» (в других диалектах — kanoid), sanid «ты сказал», sanizid «ты сказал бы» (в других диалектах — sanuid, sanuizid);
- употребление в настоящем времени и имперфекте 3 лица множественного числа изъявительного наклонения, за редкими исключениями (глаголы наподобие panoba «(они) кладут», mäba «(они) идут»), неопределённо-личных (или, по иной терминологии, пассивных) по происхождению форм: mändaze «они идут», tehtaze «они делают», mändihe «они шли», tehtihe «они делали»[7].

#### Основные черты среднего диалекта
- Сохранение j (западные говоры) в начале слова или замена его на g’ (восточные говоры): järv — g’ärv «озеро», jüged — g’üged «тяжёлый, сложный», jaritada — g’äritada «размельчать», jonoštada — g’onoštada «подчёркивать»;
- согласные перед -e остаются твёрдыми: tulen «я приду», ühtele, ühtelo «одному», kandoizele «на пенёк»;
- отсутствие долгих гласных и геминат, которые могут быть в других диалектах: maha «в землю», sos «на болоте», puhu «в дерево»; katab «он/она/оно укрывает», lugeb «он/она/оно читает», libub «он/она/оно поднимается»;
- смягчение окончаний после i: puid’ «деревьев», lehtesil’ «на листве», nuuzid’ «ты проснулся», libuid’ «ты поднялся», panizid’ «ты положил бы»;
- присутствие в окончаниях 1 и 2 лица действительного залога множественного числа, кроме -m и -t , дифтонгов -ai и -ei: tulemai «мы придём», sötei «вы едите»;
- в имперфекте 3 лица множественного числа имеется лично-числовое окончание -ba: lugiba «они читали», paniba «они положили», tuliba «они пришли»[7].

#### Основные черты южного диалекта
- Наличие долгих гласных на месте дифтонгов на -i и на -u: hag «дрова» (в других диалектах — haug, houg), picune «маленький» (в других диалектах — picuine), mulo «в прошлом году» (в других диалектах — muloi);
- наличие долгих гласных на месте сочетаний гласных звуков с согласным -l, что объясняется вокализацией -l (l > л > u) и последующим уподоблением вокализованного согласного звука впереди стоящему гласному, вследствие чего ставшему долгим гласным: meja «у нас» (в других диалектах — mejal, mijou); edu «прежде» (в других диалектах — edel, eduu), logo «на покосе» (в других диалектах — logol, logou);
- присутствие долгого -a в окончаниях 1 и 2 лица множественного числа действительного залога: nägita «вы видели», kulima «вы слышали», tulema «мы придём», tegeta «вы делаете»;
- отрицательный глагол стоит в форме eba в отрицательной форме 3 лица множественного числа настоящего времени и имперфекта действительного залога, что нехарактерно для северного и среднего диалектов: eba tule «они не придут», eba uju «они не плывут», eba pezend «они не мыли», eba ajand «они не уехали»[7].

## Письменность

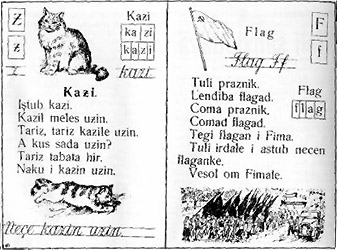
Вепсский букварь на латинице, 1930-е годы

В 1930-е годы для записи вепсского языка использовалась письменность на латинской основе со следующим алфавитом:
| A a | Ä ä | B b | C c | Ç ç | D d | E e | F f |
| G g | H h | I i | J j | K k | L l | M m | N n |
| O o | Ö ö | P p | R r | S s | Ş ş | T t | U u |
| V v | Y y | Z z | Ƶ ƶ | ı   | ’   |     |     |

В вепсской письменности 1930-х годов C читалась как современная Č, а Ç — как современная С. Буква Ş соответствует современной Š, буква Ƶ — букве Ž, буква Y — букве Ü. Буква ı (i без точки) обозначала звук, близкий к русскому «ы». В современном вепсском алфавите, основанном на латинице, такой буквы нет.  С 1937 года письменность не использовалась несколько десятилетий. В конце 1980-х — начале 1990-х годов вепсская письменность была возрождена. 
В 2007 году был утверждён алфавит на основе латиницы с добавлением дополнительной диакритики, который используется по сей день:
| A a | B b | C c | Č č | D d | E e | F f | G g |
| H h | I i | J j | K k | L l | M m | N n | O o |
| P p | R r | S s | Š š | Z z | Ž ž | T t | U u |
| V v | Ü ü | Ä ä | Ö ö | ’   |     |     |     |

| Буква | МФА (фонема) |
| ----- | ------------ |
| a     | /ɑ/          |
| b     | /b/          |
| c     | /t͡s/, /t͡sʲ/  |
| cʹ    | /t͡sʲ/        |
| č     | /t͡ʃ/         |
| d     | /d/, /dʲ/    |
| dʹ    | /dʲ/         |
| e     | /ɛ/, /je/    |
| f     | /f/          |
| g     | /ɡ/, /ɡʲ/    |
| gʹ    | /ɡʲ/         |
| h     | /h/, /hʲ/    |
| hʹ    | /hʲ/         |
| i     | /i/          |

| Буква | МФА       |
| ----- | --------- |
| j     | /j/       |
| k     | /k/, /kʲ/ |
| kʹ    | /kʲ/      |
| l     | /l/, /lʲ/ |
| lʹ    | /lʲ/      |
| m     | /m/, /mʲ/ |
| mʹ    | /mʲ/      |
| n     | /n/, /nʲ/ |
| nʹ    | /nʲ/      |
| o     | /o/       |
| p     | /p/, /pʲ/ |
| pʹ    | /pʲ/      |
| r     | /r/, /rʲ/ |
| rʹ    | /rʲ/      |

| Буква | МФА       |
| ----- | --------- |
| s     | /s/, /sʲ/ |
| sʹ    | /sʲ/      |
| š     | /ʃ/       |
| z     | /z/, /zʲ/ |
| zʹ    | /zʲ/      |
| ž     | /ʒ/       |
| t     | /t/, /tʲ/ |
| tʹ    | /tʲ/      |
| u     | /u/       |
| v     | /v/, /vʲ/ |
| vʹ    | /vʲ/      |
| ü     | /y/       |
| ä     | /æ/       |
| ö     | /ø/       |

## История

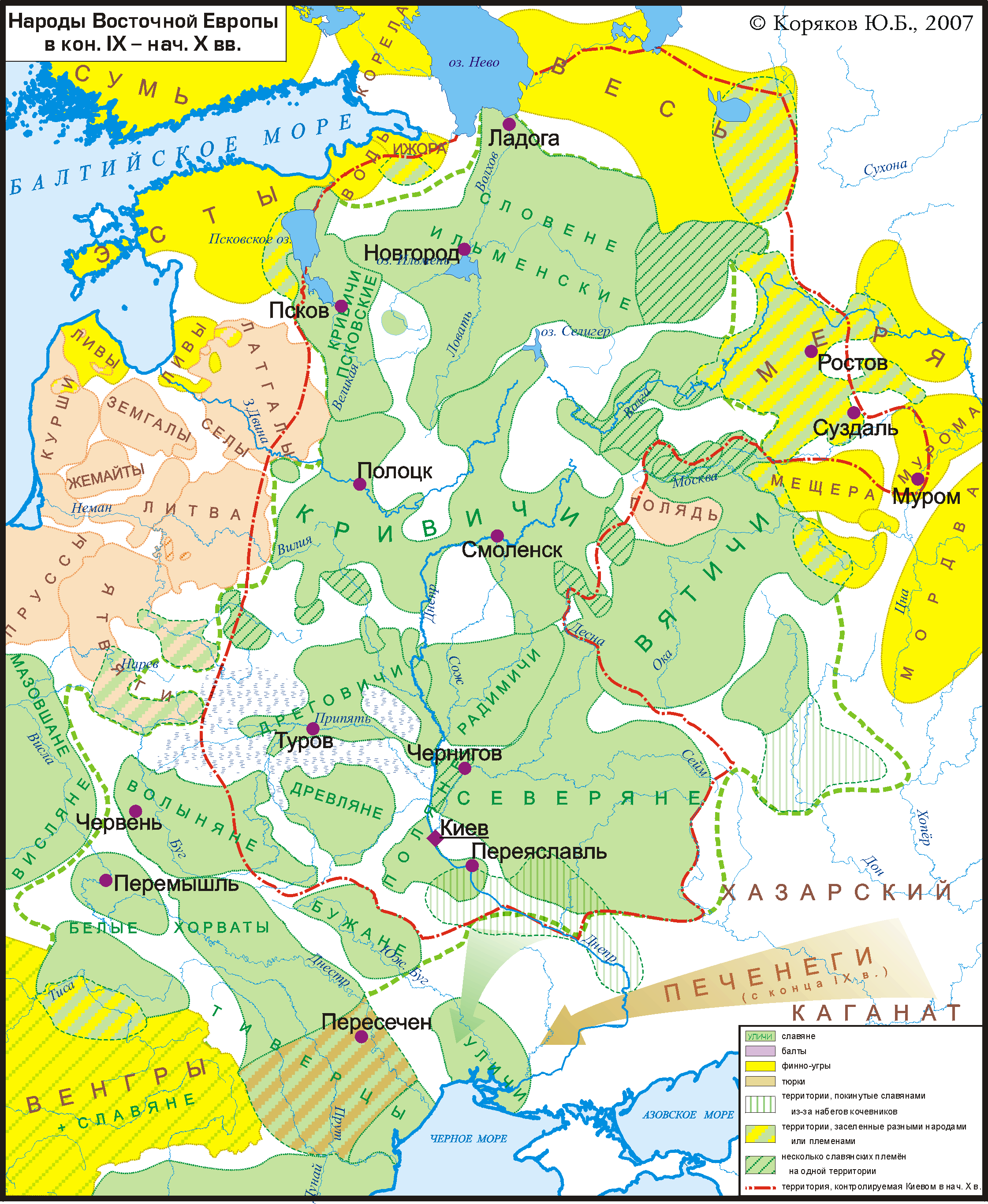
Народы Восточной Европы на рубеже IX и X веков

В науке вепсов считают одним из древнейших народов Северной Европы. Современные вепсы являются потомками финно-угорского племени, известного из древнерусских источников как весь; первое упоминание в исторических источниках о веси и чуди, с которыми связывается происхождение вепсов, относится к середине VI века: в сочинении остготского историка Иордана «О происхождении и деяниях готов» перечисляются многочисленные названия племён, которые якобы покорил готский король Германарих, и под названиями Vas, Vasina и Thiudos, Tuidos, Thiudi исследователи видят слова «весь» и «чудь», соответственно. Предполагается, что группы веси и чуди уже в первой половине I века населяли пространство между Ладожским, Онежским и Белым озёрами — Межозёрье. Вепсы принимали участие в самых ранних событиях русской истории — в частности, в призвании варягов на Русь, а также в походе князя Олега, занявшего Киевский престол.
От основного массива прибалтийско-финских племён вепсы отделились в Прибалтике, откуда они во второй половине I тысячелетия нашей эры переселились по рекам Оять, Свирь и Паша в Межозёрье. Там они частично ассимилировали, частично оттеснили к северу более раннее население — саамов. Археологически вепсов этого периода соотносят с приладожской курганной культурой. По мнению Д. В. Бубриха, «колыбелью» веси следует считать местность между Волховом и Свирью. Он считает, что часть прибалто-финнов продвинулась в северо-восточном направлении и закрепилась на юго-восточном побережье Ладожского озера, где «их число оказалось очень значительным и усвоило организацию отдельного племени… и стало называться vepsä (весь)».
В их языке произошли некоторые изменения. Кроме тех двухсложных слов, в которых первый гласный исторически был кратким, происходит отпадение конечного гласного в номинативной форме:
1. в двусложных словах, если первый слог закрытый, или первый гласный — дифтонг или исторически долгий (ozr «ячмень» (фин. ohra), poig «сын» (фин. poika «мальчик»), nor «верёвка»);
2. в многосложных словах (madal «низкий» (фин. matala)).

На рубеже I и II тысячелетий в Межозёрье начинают проникать славяне. С XI века новгородцы начинают захватывать вепсские земли и распространять на них православие. В XI—XII веках в Прионежье переселяются карелы-людики, которые ассимилируют часть вепсов. С XII века история вепсов обрела прочную связь с Новгородом, а затем — и с Русским централизованным государством, что сыграло большую роль в этнокультурном развитии этого народа. Вепсские поселения Шокша и Шёлтозеро были впервые упомянуты в Писцовой книге новгородского архиепископа Феодосия в 1453 году. В современном вепсском языке заметно влияние русского: палатализация согласных, большое количество славянизмов, некоторые чисто русские значения падежей. По мнению В. В. Пименова, во многом опиравшегося на мнение Бубриха, весь уже к моменту упоминания в летописи представляла собой полноценное этническое образование, а местом его сложения нужно считать юго-восточную Прибалтику, где проходил общий процесс становления прибалтийско-финских народов. Он полагал, что взаимодействие славянских и финно-угорских племён началось намного раньше, чем об этом говорит летопись; об этом сообщают также и современные археологические исследования.

### Советский период
В 1930-е годы в СССР приступили к созданию письменного вепсского языка. АН СССР занималась созданием вепсских учебников и словарей на основе латинской графики; для этого была организована особая комиссия при Институте языка и мышления (ныне — ИЛИ РАН). В 1932—1933 годах в Ленинградской области в Винницах, Оште, Шимозере, других вепсских деревнях на Капше, Шоле и Ояти было основано 49 вепсоязычных начальных школ и 5 средних. К 1937 году было опубликовано 19 учебников (не считая различавшихся между собой переизданий), вепсско—русский словарь, содержащий 3,5 тысячи слов (авторы — Ф. Андреев и М. Хямяляйнен), и несколько книг для чтения. В 1937 году, однако, преподавание вепсского языка в школах и издание литературы на нём было прекращено. Изучением вепсского языка до Великой Отечественной войны занимались лишь финские учёные (Э. Сетяля, Л. Кеттунен, Э. Тункело и др.).
Наиболее пагубное воздействие на существование вепсов как единого сообщества и их языка оказала политика 1960—1970-х годов, известная как «политика ликвидации неперспективных деревень». Её последствия оказались губительными для малочисленных этнических групп, поскольку они разрушительно воздействовали на их этническую среду и традиционный образ жизни. К тому же, эта политика совпала с административными преобразованиями на районном уровне. В Ленинградской области из-за двух административных переделов территория проживания вепсов оказалась буквально в центре пересечения границ четырёх районов — Подпорожского, Лодейнопольского, Бокситогорского и Тихвинского; в Вологодской области — двух. Два небольших скопления вепсских деревень, оставшиеся в Бабаевском районе, оказались отделёнными друг от друга безлюдной местностью, где раньше находились бывшие поселения Шимозерья. Вепсские поселения во всех районах Ленинградской и Вологодской областей стали отдалённой окраиной, так как почти не было дорог, чтобы туда добраться. Вследствие этого началось активное переселение тамошних жителей к центрам: многие вепсы покинули свою этническую территорию, направляясь в рабочие посёлки и города. Большинство из них составляла молодёжь, которая быстро подверглась языковой и этнической ассимиляции ввиду отсутствия институтов, помогающих поддерживать национальное самосознание.
Постоянный отток вепсской молодёжи и их последующая ассимиляция привели к резкому старению вепсского населения. По переписи 1989 года, средний возраст вепсов в Карелии составлял 45,9 лет, тогда как у населения республики он был 33,3 года — таким образом, вепсы были «самым старым» народом Карелии. Аналогичных данных по вепсам Ленинградской и Вологодской областей не имелось. Всё это, несомненно, предвещало снижение численности вепсского населения в целом, а с ним и количество владеющих языком: за период с 1989 года численность вепсов снизилась на 32,1 % — с 12142 до 8240 человек; в Карелии — на 18 %, в Ленинградской области — 52,7 %, в Вологодской — на 41,7 %.
В послевоенный период вепсский был языком только бытового общения. Долгое время тема восстановления карельской и вепсской письменностей у исследователей была «запретной»; за выступление о необходимости восстановление карельской письменности в конце 1950-х годов учёный секретарь Г. Я. Макаров даже был снят со своей должности.
В конце 1980-х годов в руководстве Республики Карелия началось обсуждение вопроса о необходимости преподавания в местных школах финского языка. Своеобразная попытка третьей «финнизации» республики дала неожиданный результат: в процессе обсуждения с директорами школ национальных районов зашёл разговор о будущем карельского и вепсского языков, а также о восстановлении их письменностей и необходимости преподавания этих языков в школах. Широкое обсуждение этого вопроса началось в 1986—1987 годах. Весной 1986 года в Шёлтозере образовалась инициативная группа, которую возглавили А. П. Максимов, Р. П. Лонин и Р. Ф. Максимова; они начали через районную газету «Коммунист Прионежья» просветительскую работу по возрождению вепсского языка. У этого движения были и противники, считавшие, что расходование государственных денег на учебники вепсского языка и т. п. не имеет смысла, однако они не получили массовой поддержки.
По решению директора Шёлтозерской школы Р. Ф. Максимовой в апреле 1987 года Р. П. Лонин начал вести в школе факультативные занятия по вепсскому языку. В июне 1987 года Р. Ф. Максимова обратилась в Прионежский райисполком с ходатайством о включении вепсского языка как отдельного предмета в учебную программу, и исполком поддержал её ходатайство. В августе 1987 года инициативная группа в составе М. И. Муллонен, Н. Г. Зайцевой, И. И. Муллонен, З. И. Строгальщиковой и А. В. Петухова утвердила на своём заседании новый вепсский алфавит на основе кириллицы и начала подготовку вепсского букваря, а также необходимых учебных программ и пособий для изучения языка. Решение вопроса о вепсской письменности, однако, столкнулось с проблемой, заключавшейся в отсутствии во всей стране органа, в полномочия которого входило бы утверждение вновь создаваемой письменности для бесписьменных народов. Для поддержки решения учительского коллектива о включении вепсского языка в учебный план в декабре 1987 года было проведено собрание жителей села Шёлтозеро, итогом которого стало следующее решение: «Все единодушны в том, чтобы изучать вепсский язык», после чего началась разработка вепсского алфавита. На утверждение были вынесены два варианта нового вепсского алфавита — как на кириллице, так и на латинице. Алфавит на кириллической основе оказался невостребованным.
В 1990-е годы при главе Республики Карелия была создана термино-орфографическая комиссия, куда вошли носители вепсского языка, лингвисты, филологи, журналисты и учителя. Её члены разрабатывают неологизмы, новые востребованные слова, и комиссия регулярно выпускает содержащие их тематические бюллетени.

### В современной России
За 20 лет младописьменный вепсский язык пополнился новой лексикой и терминологией, а также большим количеством заимствований из русского языка; появились нормы орфографии, вепсская литература, учебники для изучения языка и СМИ. Нельзя утверждать, что ситуация с вепсским языком изменилась в лучшую сторону коренным образом, однако, безусловно, некоторого успеха в этом направлении достигнуть удалось.
С 2006 года вепсские названия населённых пунктов используются на дорожных знаках на территории компактного проживания вепсов в Прионежском районе.
За всю историю вепсской письменности на вепсском языке вышло около 30 книг — в основном учебной литературы (авторы — Н. Зайцева, М. Муллонен). Ряд произведений писателей Анатолия Петухова и Рюрика Лонина опубликованы на вепсском языке; наиболее известны произведения вепсского поэта Николая Абрамова.
В настоящее время на вепсском языке в Петрозаводске издаётся ежемесячная газета «Kodima» («Родина»). Отдельные тексты на вепсском языке печатаются в преимущественно финноязычных журналах «Carelia» и «Kipinä».
Вепсский язык преподаётся как предмет в Финно-угорской школе имени Лённрота в Петрозаводске, в двух школах Карелии, а также в порядке факультатива в нескольких школах Ленинградской области. Преподаётся он также и в двух вузах: в Петрозаводском университете и в Институте народов Севера РГПУ в Санкт-Петербурге.
1 февраля 2012 года открылся раздел Википедии на вепсском языке.
В июне 2024 года энтузиастами был создан онлайн-переводчик с вепсского языка и на него.

### История изучения языка

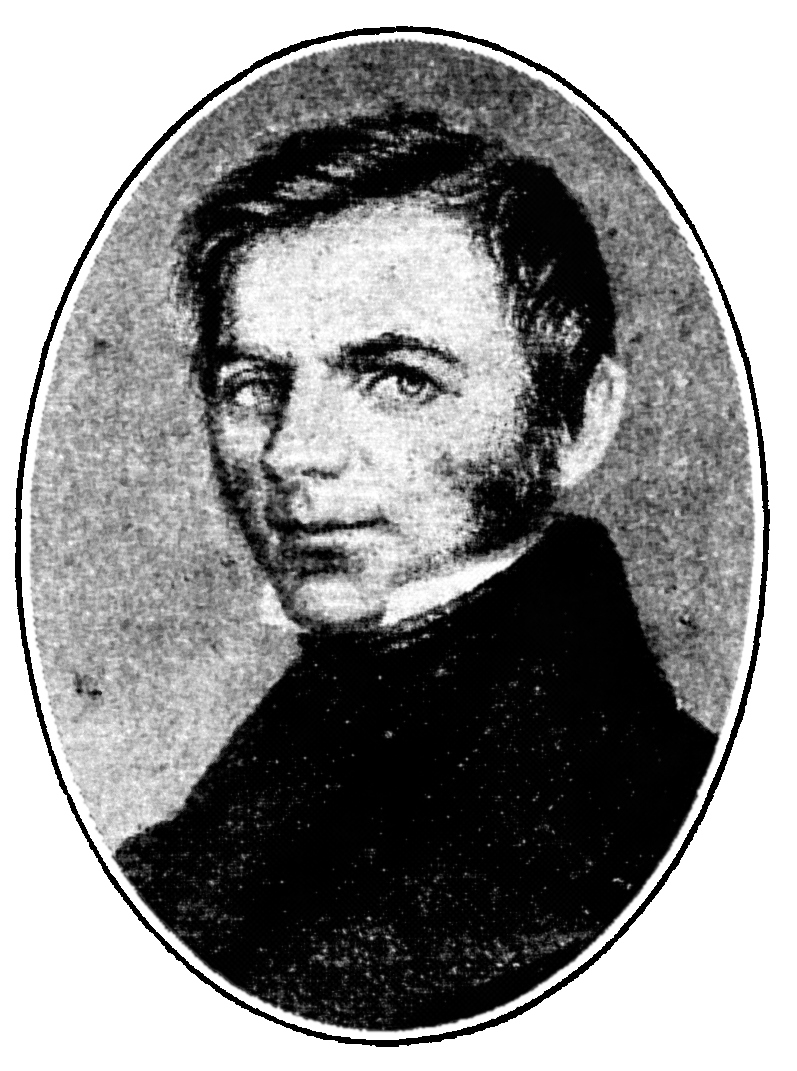
А. Шёгрен

Изучение вепсов началось значительно позднее, чем других финно-угорских народов. Предположение о вепсском языке как о самостоятельном среди прибалтийско-финских языков впервые высказал А. М. Шёгрен в 1827 году после его поездок к вепсам с целью их изучения. В то время вепсы населяли территорию на пограничье Олонецкой и Новгородской губерний.
После поездок Шёгрена финские исследователи стали усиленно интересоваться вепсским языком как близкородственным финскому. В 1842 и 1845 годах у вепсов побывал знаменитый собиратель карельских рун и составитель эпоса «Калевала» Элиас Лённрот, который опубликовал первую статью о вепсском языке (собранные им материалы по вепсскому языку стали основой его докторской диссертации «Om det Nord-tschudiska språket» («О языке северной чуди»)), а в 1855 году — Август Альквист, посвятивший языку крупную работу «Anteckningar i nord-tshudiskan»; эта работа, в частности, включала первый словарь вепсского языка (вепсско-шведский с включением финских и русских параллелей). Это были первые исследователи, кто в своих работах на финском языке, после Шёгрена, основываясь на самоназвании отдельных групп вепсов — vepsläine, стали называть северную чудь собственно «вепсами», а их язык — «вепсским». Дважды к вепсам ездили финские языковеды Эмиль Нестор Сетяля в 1889 и 1916 годах и Лаури Кеттунен в 1934 году. Их исследования заложили прочный фундамент в области исследования вепсского языка. После материалов, приведённых в работах Элиаса Леннрота и Аугуста Алквиста, интерес к вепсскому языку стали проявлять также венгры Пал Хунфальви (1875 год) и Йожеф Синнеи. Исследования вепсского языка, благодаря его архаичности, способствовали развитию финно-угорского сравнительного языкознания.
В конце 1880-х годов к вепсам появляется интерес и у русских краеведов и этнографов. На русском языке начинают выходить работы о вепсах В. Н. Майнова, А. И. Колмогорова, В. Ф. Лескова, Д. П. Никольского Н. Подвысоцкого и других авторов. В то время как финские учёные в своих исследованиях в основном изучали вепсский язык, русские учёные изучали культурные традиции вепсов. Дореволюционные работы о вепсах помогли сформировать в науке представление о них как о народе, находящемся «на закате» своей более чем тысячелетней истории, причём опасения вызывало не сокращение их численности (В. Н. Майнов отмечал, что «среди приоятской чуди не только не заметно вымирания, но, напротив того, детопроизводительность у них чуть ли не превышает детопроизводительность русских; средняя производительность определяется 8,40 ребёнка»), а активность обрусения вепсских деревень. Слова профессора Московского университета А. И. Колмогорова, многие годы изучавшего вепсов: «Не за тридевять земель, а бок о бок со столицей … доживает свои последние дни целая народность, так как неизбежный процесс ассимиляции с русским народом заставит кайванские ручьи слиться с „русским морем“ и в нём исчезнуть». Э. Лённрот в 1842 году был в Исаевской волости Вытегорского уезда Олонецкой губернии и отметил, что из двенадцати деревень лишь «в пяти деревнях, наряду с русским языком, говорят и на вепсском, а в остальных этот язык уже вымер; и то в этих пяти деревнях нынче дети даже между собой разговаривают по-русски, поэтому не трудно предугадать, что пройдёт столетие, и вепсский язык будет лишь как предание о том, что когда-то в прежние времена их прадеды общались на каком-то другом языке, отличном от русского». Первый вепсско-русский словарь, написанный учителем Успенским, появился в 1913; вепсские слова в нём записаны кириллицей.
Корпусные исследования

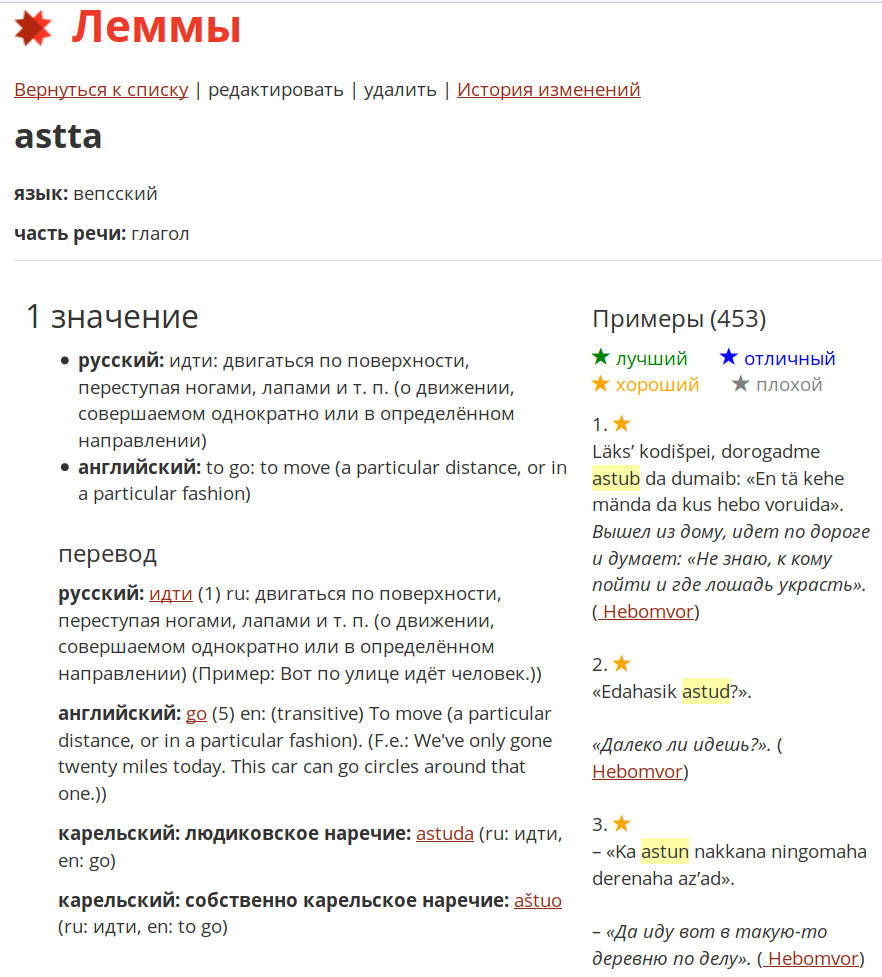
Фрагмент словарной статьи глагола в словаре корпуса «ВепКар»

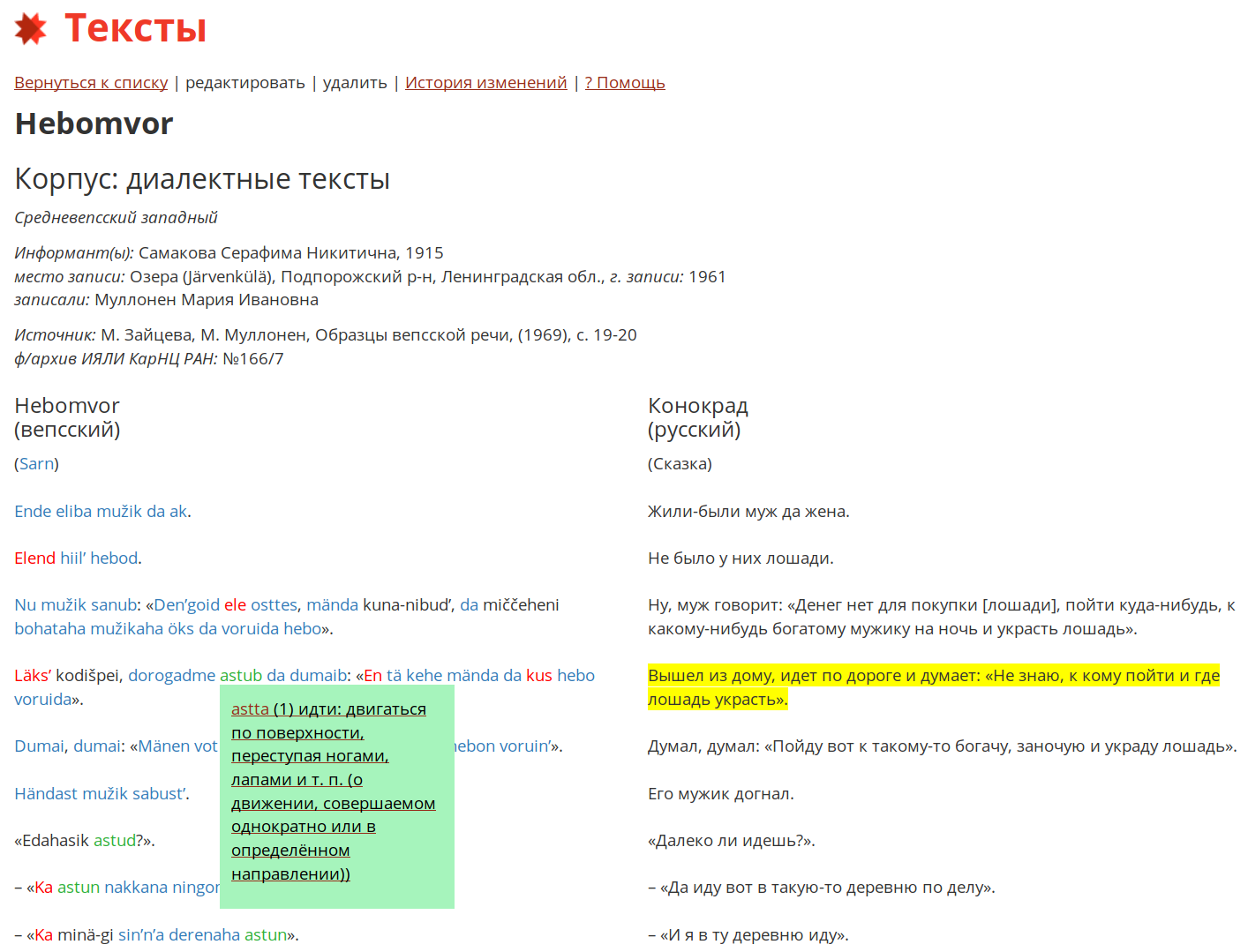
Фрагмент вепсской сказки «» («Конокрад») с параллельным переводом на русский язык. По щелчку мышки всплыло зелёное окошко с переводом и отсылкой к лемме astta у размеченного слова astub в этом тексте. Верхняя часть экрана содержит паспорт текста. Корпус «ВепКар», 2019 год

В 2009—2016 годах сотрудниками двух институтов ИЯЛИ и ИПМИ Карельского научного центра РАН под руководством Н. Г. Зайцевой был создан и размещён в интернете «Корпус вепсского языка». Словарь этого корпуса содержит около 10 тысяч лемм и словоформ, а также включает переводной словарь с вепсского на русский и английский языки. Тексты корпуса разделены на подкорпуса: диалектные тексты, вепсские причитания, вепсские народные сказки, библейские тексты, младописьменный подкорпус (художественные и публицистические тексты). Первые три подкорпуса являются параллельными и включают переводы на русский язык. Всего текстов в корпусе насчитывается более тысячи.
Ряд текстов, включённых в корпус, собирался на протяжении десятилетий сотрудниками ИЯЛИ в ходе полевых исследований. При лингвистическом анализе текста нужна информация о том, где и когда был записан текст, поэтому в корпусе большое внимание уделено метаинформации и описанию текстов. В паспорте текста указывается библиографическая информация о месте и дате записи, имени и месте рождения информанта, имени сотрудника, записавшего текст и так далее. Корпус включает более 800 библиографических источников.
В 2016 году на основе «Корпуса вепсского языка» был создан «Открытый корпус вепсского и карельского языков» (кратко — «ВепКар»). Это многоязычный корпус, включающий тексты на вепсском и карельском языках, некоторые из которых содержат перевод на русский язык. Корпус «ВепКар» включает тексты на всех трёх живых диалектах вепсского языка. Исходный код корпусного менеджера Dictorpus, обеспечивающего доступ к данным «ВепКар», доступен на условиях открытой мультилицензии. Тексты и словари корпуса «ВепКар» распространяются по открытой лицензии CC BY.
В 2019 году для пополнения корпуса «ВепКар» словоформами была использована морфологическая информация Викисловаря, а именно — правила динамического шаблона англоязычного Викисловаря, написанного с использованием языка Lua, были перенесены в корпусной менеджер (язык PHP) для построения таблицы словоизменений в словаре корпуса «ВепКар». Теперь при добавлении редакторами основы и списка базовых окончаний в словаре ВепКар генерируется 42 словоформы для именных частей речи и 46 — для глаголов. Вепсских словарных статей в англоязычном Викисловаре, содержащих флективную информацию, оказалось около тысячи.

## Лингвистическая характеристика

### Фонетика и фонология

#### Гласные
Система гласных вепсского языка:
| УФА            | Передний ряд | Задний ряд |
| -------------- | ------------ | ---------- |
| Верхний подъём | i ü          | u          |
| Средний подъём | e ö          | o          |
| Нижний подъём  | ä            | a          |

Система гласных шимозерских говоров:
| УФА            | Передний ряд | Средний ряд | Задний ряд |
| -------------- | ------------ | ----------- | ---------- |
| Верхний подъём | i ü          | i̮           | u          |
| Средний подъём | e ö          | e̮           | o          |
| Нижний подъём  | ä            |             | a          |

В отличие от всех остальных прибалтийско-финских языков, в вепсском отсутствует противопоставление гласных по долготе—краткости (за исключением южных говоров, где оно возникло вторично благодаря появлению новых долгих гласных из дифтонгов: ai, au > ā, oi > ō, uu > ū; долгий гласный принято обозначать макроном.
Дифтонги в вепсском языке бывают только нисходящими.

#### Согласные
В большинстве случаев согласные звуки в вепсском языке произносятся почти так же, как в русском. Список согласных:
|               |               | Губные  | Губные | Переднеязычные | Переднеязычные | Среднеязычные | Заднеязычные | Заднеязычные | Глоттальные | Глоттальные |
| Твёрдые       | Мягкие        | Твёрдые | Мягкие | Твёрдые        | Мягкие         | Среднеязычные | Твёрдые      | Мягкие       |             |             |
| ------------- | ------------- | ------- | ------ | -------------- | -------------- | ------------- | ------------ | ------------ | ----------- | ----------- |
| Носовые       | Носовые       | m       | mʲ     | n              | nʲ             |               |              |              |             |             |
| Взрывные      | Звонкие       | b       | bʲ     | d              | dʲ             |               | g            | gʲ           |             |             |
| Взрывные      | Глухие        | p       | pʲ     | t              | tʲ             |               | k            | kʲ           |             |             |
| Аффрикаты     | Звонкие       |         |        |                |                | dʒ            |              |              |             |             |
| Аффрикаты     | Глухие        |         |        | ts             |                | tʃ            |              |              |             |             |
| Фрикативные   | Звонкие       | v       | vʲ     | z              | zʲ             | ʒ             |              |              |             |             |
| Фрикативные   | Глухие        | f       | fʲ     | s              | sʲ             | ʃ             |              |              | h           | hʲ          |
| Аппроксиманты | Аппроксиманты |         |        | l              | lʲ             | j             |              |              |             |             |
| Дрожащие      | Дрожащие      |         |        | r              | rʲ             |               |              |              |             |             |

Среди согласных вепсского языка встречаются геминаты, обозначаемые удвоением согласной буквы; в основах это происходит редко, чаще — на границах основ. В связи с введением в язык большого количества новых сложных слов, на границах их составляющих могут встречаться почти любые геминаты, возможные в языке.

##### Палатализация
В отличие от, например, родственного ему финского языка, в вепсском все согласные, кроме č, š, ž, могут смягчаться (звуки v, m и k смягчаются слабее других), если за ними следуют гласные переднего ряда (e (в некоторых случаях палатализации перед этим звуком не происходит), i, ü, ö и ä). Палатализация могла возникнуть под влиянием русского языка. 
Когда нужно смягчить твёрдый согласный, используется апостроф ('): kel' «язык»; при смягчении долгого согласного (геминаты) рекомендуется ставить один апостроф после двух одинаковых букв: mall' «ваза». Смягчение согласного может быть смыслоразличительным, изменяя значение слова: nor «верёвка» — nor' «молодой».

#### Просодия
Ударение — динамическое и фиксированное, всегда падает на первый слог.

#### Морфонология
Чередование ступеней в вепсском языке не сохранилось. Гармония гласных, присутствующая во многих финно-угорских языках, в вепсском проявляется частично (не дальше второго слога), к тому же она отмечается не во всех диалектах.

### Морфология
В морфологии вепсского языка имеется множество послелогов, а также небольшое количество предлогов, представляющих собой по происхождению перемещённые послелоги. Категория притяжательности почти исчезла; лично-притяжательные суффиксы используются с местоимениями и терминами родства. Глагол имеет 3 общераспространённых наклонения: индикатив, императив и кондиционал; неясно, исчез ли полностью потенциал (возможностное наклонение), так как его формы регулярно фиксировались в диалектах на всём временном протяжении изучения языка.
Отрицание выражается с помощью специального отрицательного глагола (в императиве — запретительного).

#### Существительное
Категории грамматического рода в вепсском языке нет; показателем множественного числа именительного падежа является окончание -(e)d: laps' «ребёнок» — lapsed «дети», kirvez «топор» — kirvhed «топоры»; остальных — -i-, который вставляется между гласной основой и показателем падежа: jono «полоса» — jonoiš «в полосах» (инессив), при этом в основах могут происходить изменения — например, -d- переходит в -z-: käzi «рука» с основой käde- — käziš «в руках».

##### Основа слова
В вепсском языке каждое слово имеет словарную форму и основу; склоняться и спрягаться может только основа — именно к ней прибавляются все возможные окончания. Основа слова может совпадать со словарной формой, но часто от неё отличается, поэтому их нужно заучивать: tuha — tuha- «тысяча» (основа и словарная форма совпадают), vezi — vede- «вода» (здесь основа и словарная форма уже довольно сильно отличаются), vaskne «медный» — vašše- (ещё сильнее). Основы бывают трёх разных видов: «гласные» (те, что оканчиваются на гласный звук), «согласные» и «краткие гласные».
Иногда слова могут выглядеть одинаково, но иметь разные основы и, соответственно, различаться по значению: kuz' «ель» с основой kuze- — kuz' «шесть» с основой kude-.

##### Падежи
Падежные показатели всегда присоединяются к основе слова. К согласной основе, если она имеется, присоединяются показатели партитива (частичного падежа) и так наз. нового пролатива (продольного падежа с показателем -dme / -tme).
Различными авторами учебников языка насчитывается от 10 до 24 падежей (прилагательное почти всегда согласуется с падежом существительного):
- М. И. Зайцева выделяет следующие падежи: номинатив, генитив, партитив, транслатив, инессив-элатив, иллатив, адессив-аблатив, аллатив, абессив, эссив, инструктив; а также так называемые «послеложные падежи»: элатив, аблатив, комитатив, пролатив, аппроксиматив, адитив I, адитив II, адитив III, терминатив I, терминатив II, терминатив III[68];
- И. В. Бродский выделяет: номинатив (именительный падеж), генитив (родительный падеж), аккузатив (винительный падеж), партитив (частичный падеж), эссив-инструктив (падеж состояние и способа выполнения действия), транслатив (превратительный падеж), инессив (падеж внутреннего нахождения), элатив (падеж выхода изнутри), иллатив (падеж входа внутрь), адессив (падеж нахождения на внешней стороне), аблатив (падеж ухода с внешней стороны), аллатив (падеж прихода на внешнюю сторону), абессив (лишительный падеж, «без»), комитатив (совместный падеж, союз «с»), пролатив 1—2 (продольный падеж, «через»), аппроксиматив 1—2 (падеж нахождения около чего-либо и движения к чему-либо), эгрессив (падеж движения от чего-либо), терминатив 1—3 (ограничительные падежи), адитив 1—2 (падежи цели)[69].

Для вепсского языка характерно наличие большого количества новых падежей агглютинатного происхождения. В некоторых случаях сложившийся в одном диалекте падежный показатель в другом диалекте существует в виде послелога (например, новый пролатив: tedme «по дороге» — в среднем диалекте, и ted möto — в северном диалекте). Показатели таких падежей могут состоять из трёх выделяемых морфем и быть весьма длинными. Показатель вепсского эгрессива множественного числа является длиннейшим из известных падежных показателей (-dennopäi).
«Послеложные» падежи являются сравнительно новыми образованиями, возникшими из послелогов.
Некоторые учёные (например, М. Хямяляйнен) не признают их полноценными падежами и не включают в падежную систему вепсского языка. Например, комитатив (совместный падеж) появился так: koiran «собака» в генитиве + kerdal (-kerdal — послелог «с») = koirankerdal = koiranke; lapsiden «дети» в генитиве + kerdal = lapsidenkerdal = lapsidenke.
В отличие от других близкородственных языков, в вепсском в результате исторического совпадения элатив слился с инессивом, а аблатив — с адессивом, в результате чего для элатива и аблатива сформировались новые падежные показатели с использованием форманта -päi (< *päin'), соответственно, -späi (-špäi после -i-) и -lpäi.
Аккузатив, или винительный падеж (показатель в единственном числе — -n, во множественном — -d) обозначает имя (дополнение) — конкретный счётный предмет (или их группу) при глаголе в личной форме: Mikoi otab käzihe uden kirjan «Миша берёт в руки новую книгу», Tot klassha uded kompjuterad «Вы принесёте в класс новые компьютеры»; аккузатив с прямым дополнением, однако, используется не всегда, например, в неопределённо-личных предложениях дополнение стоит в именительном падеже: Ottas muna «Берут яйцо» и т. п.
Партитив, или частичный падеж (показатели: -t присоединяется к согласной основе, а -d — к гласной, во множ. ч. — -d) обозначает частичное прямое дополнение, то есть в партитиве должны стоять слова, означающие неконкретные или неполные, а также неисчисляемые предметы: Minä sön murgint «Я ем завтрак» («ещё не съел», значит нужно использовать партитив), Hän lugeb kirjoid «Он читает книги (любит читать)» (если бы имелись в виду конкретные книги, то использовался бы винительный падеж), Ninal om marjoid «У Нины есть ягоды (какое-то количество)». При отрицании дополнение всегда будет стоять в партитиве: Minä en mušta mugošt küläd «Я не помню такой деревни»; с числительными используется слово в партитиве в ед. ч.: kaks' mest «два человека»; слово в партитиве также стоит при использовании сравнительной конструкции: Nece kodi om korktemb pedajad «Этот дом выше сосны».
Транслатив, или превратительный падеж (показатель — -ks, после i — -kš) обозначает переход в другое положение, состояние или качество (poukšimoi pe̮imn’eks «я нанялся в пастухи», händast pan’iba predsedat’el’aks «его назначили председателем»); цель действия (pan’in’ te̮ignan lii̯baks «я поставила тесто для хлеба») или время действия (l’in’n’eb nedal’ikš «хватит на неделю»); то, для чего что-либо подготавливается или собирается (Maša om keranu änikod gerbarijaks «Маша собрала цветы для гербария»; в транслативе стоит название языка, на котором что-либо говорят (Pagižen hänenke vepsäks «Я говорю с ним по-вепсски»), и имя или название, которым зовут/называют (Mindai kuctas Nastoikš «Меня зовут Настей»); то, чем что-либо или кого-либо считают или видят (Händas lugedas lujas melevaks «Его считают очень умным»); этот падеж имеет также «предсказательное» значение (значение приметы: Koir nutab — adivoikš «Собака лает — (это) к гостям»).
Инессив, или местный падеж (показатель — -s, после i — -š) означает место нахождения или действия внутри чего-то или кого-то, а также (не всегда) на чём-то (päs «в голове», tatas «в доме отца», šimg’äres «в Шимозере», pus «на дереве»), а также пребывание в каком-то состоянии или занятие каким-то видом деятельности (лaps’ l’äžub ruskeiš «ребёнок болеет корью», poig om soudatoiš «сын в солдатах», aid om luklos «амбар на замке»); время протекания действия (ös ii̯ magadand «он ночь не спал»); предмет, который просят, приобретают, собирают, ищут (sada rubl’ad maksoin’ l’ähtm’as «сто рублей я заплатил за нетель»), либо его цену (sadas rubl’as ost’in’ l’ähtm’an «за сто рублей я купил нетель»); то, во что кто-то одет или обут (mužik ol’i sin’ižiš palt’oiš, musti̮š sapkoiš «мужчина был в синем пальто и чёрных сапогах»); часть тела во время процесса одевания или обувания (šapuk päs «шапка на голове»); то, о чём говорят или рассказывают ((s)tarinoita vedes «рассказывать о воде»).
Элатив (показатель — -späi, после -i- — -špäi) означает место, откуда выходят (Sizar lähteb honusespäi «Сестра выходит из комнаты»); вещество или материал, из которого изготовлен предмет (Vanuim tehtas vas’kespäi «Проволока делается из меди»); причину, из-за которой совершается действие (En magada näl’gaspäi «Я не сплю из-за голода / Я не сплю потому, что я голоден»); происхождение (Minä olen Kurbaspäi «Я родом из Курбы»); начало измерения, например, времени (amuižiš aigoišpäi «с давних времён»). Прилагательное, которые согласуется с именем, стоящем в элативе, стоит в инессиве: čomas kodišpäi «из красивого дома» (форма čomaspäi kodišpäi тоже возможна, но в настоящее время почти вышла из употребления).
Генитив, или родительный падеж (показатели — -n для единственного числа и -den (причём -d не смягчается) для множественного) обозначает принадлежность чему-либо или кому-либо; может также образовывать отымённые прилагательные: mec «лес» — mecan «лесной, леса», sarn «сказка» — sarnoiden «сказок».
Иллатив (показатель — -h + последний гласный основы, после -i- — -he) обозначает человека, место или предмет, внутрь которого направлено действие (otta k’ädehe «взять в руку», sähä «в погоду»); предмет, который приобретается (tul’in’ l’ii̯bha «я пришёл за хлебом») или на который что-то обменивается (vajehtin’ vazan l’ehmha «я обменял телёнка на корову»); место работы или вид деятельности (män’i pe̮imn’ihe «он пошёл в пастухи»); деятельность, которую начинают (Tartun radha «Я начинаю работать (начинаю работу)»); то, куда смотрят (Kacun puhu «Я смотрю на дерево»); то, где остаются, где заблуждаются или увязают (Jät kod'he «Вы остаётесь/останетесь дома», Hö voidas segoida mecha «Они могут заблудиться в лесу», Neičukaižed vajudas lumhe «Девочки вязнут/увязнут в снегу»); то, где забывают что-то (Hän paksus unohteleb vajehnikan klassha «Он/Она часто забывает словарь в классе»); тот язык, на который осуществляют перевод (käta vepsän kel’he «перевести на вепсский язык»); то, на что садятся, лезут или падают (Lehtesed langitas maha «Листья падают на землю» (буквально — «в землю»), Libun puhu «Я залезу на дерево»); для выражения словосочетания «ответить на вопрос» тоже используется этот падеж (antta vastusid küzundoihe «дать ответы на вопросы»). Если основа заканчивается на -he, то показатель иллатива (во избежание двойных слогов) — -ze (во множественном числе — -že): kirvez «топор» с гласной основой kirvhe- — kirvheze — kirvhiže. Когда окончание иллатива присоединяется к двух- или многосложным словам, последний гласный часто отпадает: kodi «дом» — kod’he «в дом», mec «лес» — mecha «в лес» (без выпадения было бы mecaha), lauka «магазин» — laukha «в магазин».
Адессив-инструменталис (показатель в обоих числах — -l) обозначает человека, место или предмет, у которого или на котором что-то находится или совершается (kädel «на руке», hänul «у него»); принадлежность (выражает глагол «иметь»: lapsel hambhad kibištab «У ребёнка болят зубы», Timoil om mel’hetartui kirj «У Тимофея (есть) интересная книга»); орудие или способ действия (čapta kirvhel «рубить топором», Mam pagižeb hüvätabaižel änel «Мать говорит добрым голосом»); субъект действия при пассивном причастии (mamol kudotud peid «мамой связанный свитер»); человека, у которого что-то просят, спрашивают или покупают (küzun tatol «спрошу у отца»); свойство или особенность, чем-то характеризующаяся (čoma rožol «красив лицом»); занятие (olin radol «я был на работе»); время, когда происходит действие (Vanhembad tuldas kezal «Родители приедут летом»); язык, на котором говорят (Minä pagižen vepsän kelel «Я говорю на вепсском языке»).
Аллатив, или падеж приближения (показатель в обоих числах — -le (в УФА — -лe)) обозначает объект, на который направлено действие или движение; территорию, куда приходят, или поверхность, куда помещают (anda лu koiraлe «дай кость собаке», astkam g’ogeлe «пойдёмте на речку»), а также действие, которым кто-то начинает заниматься (ke̮ik l’äksiba radoлe «все пошли на работу»); он также выполняет функцию дательного падежа (Pidab sanuda Mikoile, miše Tal’a tuleb homen «Нужно сказать Мише, что Наташа приедет завтра»); имеется также необычное значение запаха: Liha otab kalale «Мясо отдаёт рыбой» (буквально: «Мясо берёт рыбе»).
Абессив, или лишительный падеж обозначает отсутствие чего-либо или кого-либо или нахождение вне чего-то или кого-то (лapsed g’eiba mamata «дети остались без матери»).
Эссив-инструктив имеет двойное название потому, что два разных падежа слились в один и имеют общий показатель; эссив (показатель — -n, даже после показателя множественности) образуется только в единственном числе и обозначает пребывание в качестве кого-то или чего-то (radab pe̮imnen «он работает пастухом») либо имеет временное значение (Sobatan mänen kinoha «В субботу я иду в кино»); инструктив, напротив, существует только во множественном числе, его единственное значение — количество, в котором взято что-либо (Ota kirjad üksin «Бери книги по одной»).
Аблатив, или отложительный падеж (показатель в обоих числах — -lpäi) означает исход с какой-либо поверхности (то, откуда исходит действие: Ojatin randalpäi kulub hill' pajo «С берега Ояти слышится тихая песня»); название деятельности, после которой уходят, то есть с которой возвращаются (Maša astub heinäntegolpäi «Маша идёт/возвращается с сенокоса»); имя в аблативе также означает того, у кого что-то берут, или того, от кого что-то получают (Tarbiž otta lehtik sebranikalpäi «Нужно взять тетрадь у товарища (забрать от него)»).
Пролатив, или продольный падеж: в вепсском языке делится на первый и второй («древний» и «новый») и означает то, по чему движется кто-либо или что-либо. Показатели первого — -dme и -tme (изначально — -dmö и -tmö, образовались из партитива): Hän astub tedme «Он/Она идёт по дороге», Ak astub irdadme «Женщина идёт по улице» (буквально — «через улицу»), во временном значении — Minä joksendan homendesidme «Я бегаю по утрам». Показатель второго пролатива — -iči: Ujum küläha järviči «Мы плывём в деревню по озеру»; показатель множественности -i- и последний гласный основы -e в этом падеже отпадают. «Древний» пролатив имеет и временное значение, однако если у «нового» пролатива такое значение — калька русских конструкций с предлогом «по» (например, radpäividme «по рабочим дням»), то у «древнего» партитива сохранилось древнее значение: имя в его форме обозначает промежуток времени, в течение которого происходит действие: Tulen tagaze päiväiči «Я приду назад в тот же день», Otim kerdale nedaliči konservid «Мы взяли с собой консервов на неделю». В современном вепсском языке преобладает «новый» пролатив, имеющийся в среднем и южном диалектах, а также широко используемый в письменном языке. В северном диалекте такой пролатив не используется: вместо него используется конструкция «имя в форме партитива + послелог möto»: ted möto «по дороге» и т. п. Формы второго пролатива образуются не от всех основ, но все же от многих, являющихся названиями географических объектов.
Комитатив, или совместный падеж (показатели: -nke и -denke для единственного и множественного числа, соответственно) имеет только одно значение — совместность, то есть в русском языке выражается союзом «с»: Kol’a mäni mecha koiranke «Коля пошёл в лес с собакой», Opendai tuli muzejaha openikoidenke «Учитель / Учительница пришёл / пришла в музей (вместе) с учениками». Под влиянием русского языка возникли также следующее значения: Pert’edeses seižui puzu bolanke «В сенях стояла корзина с брусникой», Uden Vodenke! «(Поздравляем) с Новым годом!», Honushe tuli lekar' suriden habinoidenke «В комнату вошёл врач с большими усами». Последний пример показывает, что прилагательное согласуется с существительным в комитативе в форме родительного падежа.
Терминативы: группа из трёх падежей, имеющих значение ограничения в пространстве и во времени; они отвечают на вопросы «до кого/чего?» и «докуда?» Разница в употреблении первого и второго терминативов заключается в следующем: если со словом обычно используется иллатив, то употребляется первый, а если аллатив, то второй. Показатель первого — показатель иллатива + -sai (-hVsai, V — последний гласный основы); показатель второго — показатель аллатива + -sai. Примеры использования: irdhasai «до улицы», jogelesai «до реки», kevädehesai «до весны», rata surdundhasai «работать до устали». Есть ещё третий терминатив, показатель которого — показатель инессива (местного падежа) + -sai (-ssai); он является очень редко используемым падежом и обозначает точку отсчёта протекания действия: lapsessai «с детства», amussai «издавна».
Адитивы: группа из двух падежей, объединяемых по значению — то, по направлению к чему кто-то или что-то начинает двигаться. Являются редко употребимыми падежами. Показателем первого является показатель иллатива + -päi (-hVpäi), показателем второго — показатель аллатива + -päi (-lepäi). Примеры употребления: Lapsed tönduiba kodihepäi «Дети отправились к дому», Aig mäni kezahapäi «Время пошло к лету». Разница в употреблении этих падежей такая же, как и в употреблении первого и второго терминативов.
Аппроксимативы: значение первого (показатели: -nno для единственного числа и -(i)denno для множественного) — то, около чего что-либо или кто-либо находится (Pert' seižub korktoiden kall’oidenno «Дом стоит около высоких скал»); он является поздним падежом, образовавшимся от родительного и форманта -no; под влиянием русского языка у этого падежа возникло также значение «жить, находится у кого-либо» (L’oša om advoiš babanno «Лёша (находится) в гостях у бабушки»); значение второго (показатели: -nnoks и -(i)dennoks) — то, к чему движутся (Kalanik töndui suriden kividennoks «Рыбак отправился к большим камням»), то есть он аналогичен по значению иллативу, адитиву или аллативу.
Эгрессив (показатели: -nnopäi и -dennopäi для единственного и множественного числа, соответственно) имеет значение того, от чего кто-либо или что-либо движется или приходит (L’oša tuli dedannopäi «Лёша пришёл от дедушки»). Это ещё один падеж позднего образования, аналогичный по значению элативу или аблативу и имеющий один из длиннейших падежных показателей в мире.
Ниже в качестве примера приведено склонение слова mec («лес») во всех падежах в единственном и множественном числе:
| Падеж            | единственное число                                                           | множественное число |
| Номинатив        | mec                                                                          | mecad               |
| Генитив          | mecan                                                                        | mecoiden            |
| Аккузатив        | mecan                                                                        | mecad               |
| Партитив         | mecad                                                                        | mecoid              |
| Транслатив       | mecaks                                                                       | mecoikš             |
| Абессив          | mecata                                                                       | mecoita             |
| Комитатив        | mecanke                                                                      | mecoidenke          |
| Инессив          | mecas                                                                        | mecoiš              |
| Элатив           | mecaspäi                                                                     | mecoišpäi           |
| Иллатив          | mecha                                                                        | mecoihe             |
| Адессив          | mecal                                                                        | mecoil              |
| Аблатив          | mecalpäi                                                                     | mecoilpäi           |
| Аллатив          | mecale                                                                       | mecoile             |
| Эссив-инструктив | mecan                                                                        | mecoin              |
| Пролатив         | mecadme                                                                      | mecoidme            |
| Аппроксиматив I  | mecanno                                                                      | mecoidenno          |
| Аппроксиматив II | mecannoks                                                                    | mecoidennoks        |
| Эгрессив         | mecannopäi                                                                   | mecoidennopäi       |
| Терминатив I     | mechasai                                                                     | mecoihesai          |
| Терминатив II    | mecalesai                                                                    | mecoilesai          |
| Терминатив III   | noressai («с молодости» (так как со словом mec этот падеж не употребляется)) | —                   |
| Адитив I         | mechapäi                                                                     | mecoihepäi          |
| Адитив II        | mecalepäi                                                                    | mecoilepäi          |

##### Притяжательные суффиксы
В вепсском языке, как и в других финно-угорских, имеются притяжательные суффиксы (tatain «мой отец», tataiž «твой отец», tataze «его отец»), которые, однако, в современном языке употребляются с ограниченным кругом слов (преимущественно с названиями степеней родства) и только в единственном числе.

#### Прилагательное
Вепсское прилагательное в большинстве случаев согласуется с падежом и числом существительного, к которому оно относится: süvä jogi «глубокая река» — süväd joged «глубокие реки» — süviš jogiš «в глубоких реках, о глубоких реках»; иногда при согласовании падеж прилагательного отличается от падежа существительного, к которому оно относится: süväs jogespäi «из глубокой реки».

##### Степени сравнения прилагательных
Сравнительная степень прилагательных в вепсском языке образуется с помощью суффикса -mb, а превосходная — с помощью того же суффикса и слова kaikiš (буквально — «во всех»), которое ставится перед прилагательным: melev «умный» — melevamb «умнее» — kaikiš melevamb «умнейший, самый умный».

#### Местоимение

##### Личные местоимения
Основные личные местоимения в письменном вепсском языке приведены в таблице ниже, хотя в разных диалектах они могут отличаться:
| По-вепсски | По-русски |
| minä       | «я»       |
| sinä       | «ты»      |
| hän        | «он, она» |
| mö         | «мы»      |
| tö         | «вы»      |
| hö         | «они»     |

Личные местоимения в повествовательном вепсском предложении со смысловым глаголом часто не используются, так как собственно окончания глагола всегда несут достаточно информации о лице и числе подлежащего.
Склонение личных местоимений:
| Падеж                  | «я»                    | «ты»     | он/она/оно | «мы»     | «вы (множ. ч.)» | «они»    |
| ---------------------- | ---------------------- | -------- | ---------- | -------- | --------------- | -------- |
| Именительный           | minä                   | sinä     | hän        | mö       | tö              | hö       |
| Родительный            | minun «мой»            | sinun    | hänen      | meiden   | teiden          | heiden   |
| Частичный              | mindai «меня»          | sindai   | händast    | meid     | teid            | heid     |
| Местный                | minus «во мне»         | sinus    | hänes      | meiš     | teiš            | heiš     |
| Элатив                 | minuspäi «с меня»      | sinuspäi | hänespäi   | meišpäi  | teišpäi         | heišpäi  |
| Иллатив                | minuhu «в меня»        | sinuhu   | hänehe     | meihe    | teihe           | heihe    |
| Адессив-инструменталис | minai «у меня, мной»   | sinai    | hänel      | meil     | teil            | heil     |
| Аблатив                | minaipäi «от меня»     | sinaipäi | hänelpäi   | meilpäi  | teilpäi         | heilpäi  |
| Аллатив                | minei «мне», «на меня» | sinei    | hänele     | meile    | teile           | heile    |
| Абессив                | minuta «без меня»      | sinuta   | häneta     | meita    | teita           | heita    |
| Комитатив              | minunke «со мной»      | sinunke  | nänenke    | meidenke | teidenke        | heidenke |

#### Глагол
В вепсском языке выделяется четыре глагольных времени: настояще-будущее (действие может переводиться как в настоящем, так и в будущем времени), имперфект, перфект и плюсквамперфект. Будущее время также может выражаться глаголом lindä «стать, становиться» и при помощи соответствующих наречий: Homen linneb hüvä sä «Завтра будет (буквально — „становится“) хорошая погода».
Имеется правило согласования времён, то есть все глаголы в пределах одного предложения должны стоять почти всегда в одном времени. Два разных времени (презенс и имперфект) в пределах сложного предложения могут появиться в следующих двух случаях: если в придаточном предложении утверждается истина, действие которой не может протекать только в прошлом (Opendai sanui (имперфект), miše Ma punose (презенс) ümbri Päiväižes «Учитель сказал, что Земля вращается вокруг Солнца»); если придаточное предложение — определительное, в нём допустимо использовать глагол в презенсе независимо от временной формы сказуемого главного предложения (Hän ezitti minei ičeze sebranikad, kudamb navedib lipkaižid «Она/Она представил/-ла мне своего друга, который любит бабочек»).
Перфект и плюсквамперфект состоят из форм olda «быть» в настоящем времени (для перфекта) и имперфекте (для плюсквамперфекта) и причастия прошедшего времени смыслового глагола.
Наклонений в вепсском языке четыре: изъявительное, повелительное, условное (кондиционал) и сослагательное (потенциал).

##### Спряжение

###### Настоящее время
Спряжение глагола olda «быть» в настоящем времени:
| Местоимение | Форма |
| minä        | olen  |
| sinä        | oled  |
| hän         | om    |
| mö          | olem  |
| tö          | olet  |
| hö          | oma   |

Для образования отрицательной формы используется так называемый «отрицательный» глагол: minä en ole, sinä ed ole, hän ei ole, mö em olgoi, tö et olgoi, hö ei olgoi. Примеры вепсских предложений с глаголом «быть» в настоящем времени: (Minä) olen uz' opendai «Я новый учитель», (Mö) em olgoi mecas nügüd' «Мы сейчас не в лесу».
Показателем инфинитива вепсского глагола является -ta или -da. Таблица окончаний вепсского глагола:
| Лицо и число | Окончание         |
| 1 л. ед. ч.  | -n                |
| 2 л. ед. ч.  | -d                |
| 3 л. ед. ч.  | -b                |
| 1 л. мн. ч.  | -m (-mei)         |
| 2 л. мн. ч.  | -t (-tei)         |
| 3 л. мн. ч.  | -tas / -das (-ba) |

Все показатели, кроме -tas и -das, присоединяются к гласной основе; -tas и -das же присоединяются к согласной основе или краткой гласной основе, если они имеются.
Спряжение глагола sanuda «сказать», имеющего только гласную основу:
| Лицо и число | Форма            |
| 1 л. ед. ч.  | sanun            |
| 2 л. ед. ч.  | sanud            |
| 3 л. ед. ч.  | sanub            |
| 1 л. мн. ч.  | sanum            |
| 2 л. мн. ч.  | sanut            |
| 3 л. мн. ч.  | sanudas (sanuba) |

Спряжение глагола pästta «отпускать», имеющего согласную основу:
| Лицо и число | Форма             |
| 1 л. ед. ч.  | pästan            |
| 2 л. ед. ч.  | pästad            |
| 3 л. ед. ч.  | pästab            |
| 1 л. мн. ч.  | pästam            |
| 2 л. мн. ч.  | pästat            |
| 3 л. мн. ч.  | pästtas (pästaba) |

Спряжение глагола paimeta «пасти», имеющего краткую гласную основу:
| Лицо и число | Форма                 |
| 1 л. ед. ч.  | paimendan             |
| 2 л. ед. ч.  | paimendad             |
| 3 л. ед. ч.  | paimendab             |
| 1 л. мн. ч.  | paimendam             |
| 2 л. мн. ч.  | paimendat             |
| 3 л. мн. ч.  | paimetas (paimendaba) |

###### Прошедшее время (имперфект)
Имперфект в вепсском языке употребляется тогда, когда действия относится к какому-то моменту в прошлом до того, как о нём было сказано. В вепсском языке имперфект может означать, в отличие от других европейских языков, где он имеется (например, латинского), как законченное, так и незаконченное действие, произошедшее или происходящее до момента говорения.
Показателем имперфекта является -i-, присоединяемый к гласной основе глагола.
В редких случаях при использовании глагола в имперфекте основа может сильно видоизмениться, например, lähtta «выходить» с основой lähte- — имперфект 3 л. ед. ч. läksi.
Глагол в этом времени может переводиться на русский язык как в несовершенном, так и в совершённом виде, так как в вепсском такое понятие, как «вид», вообще отсутствует. Имперфект очень широко используется в литературе, так как удобен для повествования. Пример предложения в имперфекте: Minä lugen kirjutesen eglai «Я прочитал статью вчера / Я читал статью вчера».
Перед -i- в подавляющем большинстве случаев -d- переходит в -z-: teta «знать» с основой teda- — tezin «я знал», löuda «находить» с основой löuda- — löuzid «ты находил / нашёл», uinota «засыпа́ть, уснуть» с основой uinda- — uinzi «он заснул (засыпал) / она заснула (засыпала) / оно заснуло (засыпало)».
Окончания имперфекта:
| Лицо и число | Окончание |
| 1 л. ед. ч.  | -in       |
| 2 л. ед. ч.  | -id       |
| 3 л. ед. ч.  | -i        |
| 1 л. мн. ч.  | -im       |
| 2 л. мн. ч.  | -it       |
| 3 л. мн. ч.  | -iba      |

Спряжение глагола olda «быть» в имперфекте:
| Лицо и число | Форма |
| 1 л. ед. ч.  | olin  |
| 2 л. ед. ч.  | olid  |
| 3 л. ед. ч.  | oli   |
| 1 л. мн. ч.  | olim  |
| 2 л. мн. ч.  | olit  |
| 3 л. мн. ч.  | oliba |

Спряжение глагола tulda «приходить» в имперфекте:
| Лицо и число | Форма  |
| 1 л. ед. ч.  | tulin  |
| 2 л. ед. ч.  | tulid  |
| 3 л. ед. ч.  | tuli   |
| 1 л. мн. ч.  | tulim  |
| 2 л. мн. ч.  | tulit  |
| 3 л. мн. ч.  | tuliba |

###### Перфект
Перфект в вепсском языке — сложное (аналитическое, состоящее из двух частей) прошедшее время, которое может означать как законченное, так и незаконченное действие в прошлом или действие, начавшееся в прошлом, но ещё не закончившееся на момент говорения; перфект встречается намного реже имперфекта.
Точное время совершения такого действия должно быть неизвестно. Можно сказать, перфект выражает прошедшее действие, результаты которого актуальны для настоящего времени; он заостряет внимание на результате действия, в отличие от имперфекта.
Перфект в вепсском языке используется в следующих случаях:
1. когда важен результат случившегося события, а не время его свершения;
2. когда что-то, чего никто не видел, случилось, но результат этого ощущается: Ken om pästnu sinnä savud? «Кто напустил сюда дыму?» (сравните с Timoi pästi kažu irdale «Тимой выпустил кошку на улицу» — здесь используется имперфект, так как внимание на результате действия не заостряется);
3. что-то началось в прошлом и на момент говорении всё ещё продолжается: Tan’oi om amussai elänu Petroskoiš «Таня с давних пор жила в Петрозаводске (и сейчас живёт)»;
4. что-то ещё не произошло, но есть вероятность, что это произойдёт (обычно при вопросах): Oled-ik sönu jo? «Ты уже поела?», Minä en ole sönu völ «Я ещё не ела»;
5. если речь идёт о ныне существующих людях или объектах, то об их появлении или возведении всегда говорится в перфекте, так как они существуют и поныне: Hänen mam om sündnu vodel 1944 «Его мать родилась в 1944 году».

Образование формы перфекта происходит по следующим правилам:
- в единственном числе: вспомогательный глагол (глагол-связка) в настоящем времени + причастие на -nu (Hän om kirjutanu kirjeižen «Он писал/написал письмо»);
- во множественном числе: вспомогательный глагол в настоящем времени + причастие на -nuded (Mö olem kirjutanuded referated «Мы писали/написали рефераты»).

Из этого можно сделать вывод, что в перфекте спрягается лишь глагол-связка.
Спряжение самого глагол-связки olda «быть» в перфекте:
| Местоимение | Форма        |
| minä        | olen olnu    |
| sinä        | oled olnu    |
| hän         | om olnu      |
| mö          | olem olnuded |
| tö          | olet olnuded |
| hö          | oma olnuded  |

###### Плюсквамперфект
Плюсквамперфект, или предпрошедшее время — ещё одно сложное (состоящее из двух частей) прошедшее время вепсского языка, означающее действие в прошлом, закончившееся до другого действия в прошлом и встречающееся ещё реже перфекта; в современном языке его можно встретить в сложноподчинённых предложениях.
Почти во всех случаях если глагольное сказуемое стоит в плюсквамперфекте, то глагольное сказуемое другой будет стоять в имперфекте, например, Olin lugenu necen kirjan, edel ku sizar vei sen kirjištho «Я прочитала эту книгу до того, как сестра отнесла её в библиотеку». Возможны, однако, и сочетания трёх времён в одном предложении, включая плюсквамперфект: Hän oli sündnu jügedal aigal, no nügüd' johtutam händast kut mest, kudamb om äjan tehnu meiden Kodiman änikoičandan täht «Он родился в сложное время, но сегодня мы вспоминаем его как человека, много сделавшего для процветания нашей Родины» (плюсквамперфект + презенс + перфект).
Плюсквамперфект образуется следующем образом:
- в единственном числе: вспомогательный глагол-связка в имперфекте + причастие на -nu (Hän oli kirjutanu kirježen, a sid' sebranik oigenzi sei minei «Он написал письмо, а потом друг послал его мне»);
- во множественном числе: вспомогательный глагол-связка в имперфекте + причастие на -nuded.

Спряжение глагола olda в плюсквамперфекте:
| Лицо и число | Форма         |
| 1 л. ед. ч.  | olin olnu     |
| 2 л. ед. ч.  | olid olnu     |
| 3 л. ед. ч.  | oli olnu      |
| 1 л. мн. ч.  | olim olnuded  |
| 2 л. мн. ч.  | olit olnuded  |
| 3 л. мн. ч.  | oliba olnuded |

###### Начинательные глаголы
В вепсском языке существует также особый вид глаголов, которые называются начинательными, или инхоативными. Такие глаголы имеют значение начала какого-то действия и всегда имеют суффикс -škande- (в имперфекте — -škanzi-): ištum «мы сидим» — ištuškandem «мы станем, начнём сидеть», kacut «вы смо́трите» — kacuškandet «вы станете, начнёте смотреть», telustab «мешает» — telustaškandeb «станет, начнёт мешать».

###### Возвратные глаголы
Спряжение возвратных глаголов в вепсском языке отличается от спряжения невозвратных; спряжение возвратного глагола pestas «мыться» с основой peze-:
| pestas | pezemoi «я моюсь» | pezetoi «ты моешься» | pezese «моется» | pezemoiš «мы моемся» | pezetoiš «вы моетесь» | pezesoiš «они моются» |

###### Глагольное отрицание
В вепсском языке для выражения глагольного отрицания спрягается вспомогательный («отрицательный») глагол:
- в единственном числе отрицание образуется следующим образом: вспомогательный глагол в личной форме + основной глагол в виде полной гласной основы;
- во множественном числе: вспомогательный глагол в личной форме + глагол в особой форме, образованной показателем -goi / -koi (последний присоединяется к краткой гласной основе, если она имеется: ei valikoi «не выбирают»); если у глагола есть согласная основа, то показатель обязательно присоединяется к ней, причём -goi будет стоять после звонких согласных, а -koi — после глухих[114].

Спряжение глаголов sanuda «сказать», pästta «отпускать» и paimeta «пасти» в форме отрицания в настоящем времени:
| Лицо и число | Форма      |
| 1 л. ед. ч.  | en sanu    |
| 2 л. ед. ч.  | ed sanu    |
| 3 л. ед. ч.  | ei sanu    |
| 1 л. мн. ч.  | em sanugoi |
| 2 л. мн. ч.  | et sanugoi |
| 3 л. мн. ч.  | ei sanugoi |

| Лицо и число | Форма      |
| 1 л. ед. ч.  | en pästa   |
| 2 л. ед. ч.  | ed pästa   |
| 3 л. ед. ч.  | ei pästa   |
| 1 л. мн. ч.  | em pästkoi |
| 2 л. мн. ч.  | et pästkoi |
| 3 л. мн. ч.  | ei pästkoi |

| Лицо и число | Форма        |
| 1 л. ед. ч.  | en paimenda  |
| 2 л. ед. ч.  | ed paimenda  |
| 3 л. ед. ч.  | ei paimenda  |
| 1 л. мн. ч.  | em paimenkoi |
| 2 л. мн. ч.  | et paimenkoi |
| 3 л. мн. ч.  | ei paimenkoi |

В прошедшем времени (имперфекте) отрицание образуется следующим образом:
- в единственном числе используются вспомогательный («отрицательный») глагол и особая нефинитная форма (гласная основа + -nd);
- во множественном: вспомогательный глагол + форма на -nugoi; -nugoi присоединяется к гласной основе, но если есть согласная или краткая гласная, то к ней.

Спряжение глагола olda в имперфекте в отрицательной форме:
| Лицо и число | Форма      |
| 1 л. ед. ч.  | en olend   |
| 2 л. ед. ч.  | ed olend   |
| 3 л. ед. ч.  | ei olend   |
| 1 л. мн. ч.  | em olnugoi |
| 2 л. мн. ч.  | et olnugoi |
| 3 л. мн. ч.  | ei olnugoi |

Глагола lugeda «читать», имеющего только гласную основу:
| Лицо и число | Форма        |
| 1 л. ед. ч.  | en lugend    |
| 2 л. ед. ч.  | ed lugend    |
| 3 л. ед. ч.  | ei lugend    |
| 1 л. мн. ч.  | em lugenugoi |
| 2 л. мн. ч.  | em lugenugoi |
| 3 л. мн. ч.  | ei lugenugoi |

Глагола pagišta «говорить», имеющего согласную основу:
| Лицо и число | Форма         |
| 1 л. ед. ч.  | en pagižend   |
| 2 л. ед. ч.  | ed pagižend   |
| 3 л. ед. ч.  | ei pagižend   |
| 1 л. мн. ч.  | em pagižnugoi |
| 2 л. мн. ч.  | et pagižnugoi |
| 3 л. мн. ч.  | ei pagižnugoi |

Глагола paimeta «пасти», имеющего краткую гласную основу:
| Лицо и число | Форма         |
| 1 л. ед. ч.  | en paimendand |
| 2 л. ед. ч.  | ed paimendand |
| 3 л. ед. ч.  | ei paimendand |
| 1 л. мн. ч.  | em paimenugoi |
| 2 л. мн. ч.  | et paimenugoi |
| 3 л. мн. ч.  | ei paimenugoi |

Отрицание в перфекте образуется следующим образом: глагол-связка в настоящем времени ставится в отрицательное форму и используются причастия на -nu и -nuded для единственного и множественного числа, соответственно.
Отрицание в плюсквамперфекте образуется так же, как в перфекте, только глагол-связка ставится в имперфект: Maša johtuti, miše edel sidä paiväd hän nikonz ei olend vasttanu pojavad ristitud «Маша вспомнила, что до того дня она не встречала подобного человека».

##### Повелительное наклонение (императив)
Для образования повелительного наклонения (käskmoduz) в вепсском языке для 2 лица единственного числа используется гласная основа слова: lugeda «читать» — luge! «читай», pagišta «говорить» — pagiže! «говори!».
Форма для 2 лица множественного числа образуется с помощью показателя -kat / -gat. Если у глагола имеется только гласная основа, то -gat присоединяется к ней (sidogat! «привяжите!»); если у глагола имеется краткая гласная основа, то -kat присоединяется к ней (valikat! «выбирайте!»); если есть согласная, то показатель обязательно присоединяется к ней: -gat — после звонких согласных, -kat — после глухих (pangat! «положите!», tehkat! «сделайте!»).
Форма для 1 лица множественного числа образуется по тем же правилам, что и форма для 2 лица, но с показателем -kam / -gam.
Форма для 3 лица единственного и множественного чисел бывает двух видов:
1. образуется так же, как и форма 2 лица множественного числа, но с показателем -kaha / -gaha (гласный -a- перед -k- и -g- при этом часто выпадает);
2. образуется при помощи словосочетания laske + глагол в 3 лице, или olgha + глагол в 3 лице (Laske hän tuleb «Пусть он придёт / Пусть приходит», Olgha hän keitab keitost «Пусть она варит суп»).

Объект (прямое полное дополнение) при глаголах в повелительном наклонении стоит в форме именительного падежа, а частичное дополнение — в форме частичного (партитива); при отрицании прямое дополнение всегда стоит в партитиве.
Спряжение глагола olda «быть» в повелительном наклонении:
| Лицо и число | Форма               |
| 1 л. ед. ч.  | —                   |
| 2 л. ед. ч.  | ole!                |
| 3 л. ед. ч.  | olgha! / laske om!  |
| 1 л. мн. ч.  | olgam!              |
| 2 л. мн. ч.  | olgat!              |
| 3 л. мн. ч.  | olgha! / laske oma! |

Спряжение глагола mända «идти»:
| Лицо и число | Форма                   |
| 1 л. ед. ч.  | —                       |
| 2 л. ед. ч.  | mäne!                   |
| 3 л. ед. ч.  | mängkha / laske mäne!   |
| 1 л. мн. ч.  | mängam!                 |
| 2 л. мн. ч.  | mängat!                 |
| 3 л. мн. ч.  | mängkha / laske mändas! |

Отрицание в повелительном наклонении образуется с помощью особого «запретительного» глагола:
- форма второго лица единственного числа: запр. глагол ala + гласная основа (ala sö! «не ешь!»);
- множественного числа: algat + глагол в особой форме, образованной показателем -koi / -goi (algat sidogoi! «не привязывайте!» — гласная основа, algat valikoi! «не выбирайте!» — краткая гласная основа, algat pangoi «не кладите!» algat tehkoi «не делайте!» — согласная основа);
- форма первого лица множественного числа: algam + глагол на -koi / -goi;
- форма третьего лица обоих чисел: algha + глагол на -koi / -goi.

В южном диалекте в отрицательной форме императива могут также встречаться формы с laske — Laske hän ei tule «Пусть он/она не приходит» — но они считаются малоупотребительными.

#### Наречие
Вепсские наречия делятся на наречия места (naku «здесь, тут», oiktale «направо», sires «рядом»), времени (homen «завтра», amu «давно», hätken «долго»), количества (äjan «много», koumašti «трижды», poleti «пополам») и качества (vällas «слабо», hüvin «хорошо», hondoin «плохо», teravas «быстро, скоро»). Имеются также сложные по форме наречия, правила написания которых даже сегодня ещё не полностью сложились, из-за чего некоторые из них пишутся через дефис, а некоторые — слитно: endeglašt «позавчера», šari-šari «кое-как, беспорядочно», kurči-kurči «кубарем», kukirikku «кувырком» и др.
Почти все вепсские наречия, как и послелоги (предлоги), образовались от существительных в каких-либо падежных формах. Многие наречия, исходя из этого, могут и не отличаться от послелогов (предлогов). Многие наречия имеют в своём составе показатель падежа, а иногда — даже показатели уже исчезнувших падежей, например: наречие rindal «рядом, у» навсегда осталось в форме адессива; ühtes «вместе» — в форме инессива; ülähäks «наверх» — в форме транслатива; vastha «против, навстречу» — в форме иллатива; kaiktäna «повсюду» — в форме древнего латива (падежа движения). Наречия и наречные обороты обычно в предложении стоят за тем глаголом, к которому они относятся: Eci tarkašti, aigoin löudad! «Ищи внимательно (тщательно), вдруг найдёшь!», где eci — глагол «искать» в повелительном наклонении, а tarkašti — наречие «тщательно, внимательно». Наречия времени могут ставиться перед глаголом: Ala voika, sinun mam pigai tuleb «Не плачь, твоя мама скоро придёт», где pigai — наречие «скоро», а tuleb — глагол «приходить» в форме 3 л. ед. ч. в настояще-будущем времени.
Наречия в вепсском языке могут быть неполного качества (происходят от прилагательных неполного качества): aigahk «рановатый» — aigahko «рановато».
Часто обстоятельственным показателем наречия является -i: čomašti, nelläšti, alahali, erasti и т. п.

#### Числительное
Количественные вепсские числительные (в скобках дана их гласная основа):
- 1 — üks’ (ühte-);
- 2 — kaks’ (kahte-);
- 3 — koume (koume-);
- 4 — nell’ (nellä-);
- 5 — viž (vide-);
- 6 — kuz’ (kude-);
- 7 — seičeme (seičeme-);
- 8 — kahesa (kahesa-);
- 9 — ühesa (ühesa-);
- 10 — kümne (kümne-);
- 100 — sada (sada-);
- 1000 — tuha (tuha-).

Порядковые вепсские числительные:
- 1 — ezmäine (ezmäiže-), в сложных числительных используется
- другая форма);
- 2 — toine (toiže-), в сложных числительных используется
- другая форма;
- 3 — koumanz’ (koumande-);
- 4 — nellänz’ (nellände-);
- 5 — videnz’ (vidende-);
- 6 — kudenz’ (kudende-);
- 7 — seičemenz’ (seičemende-);
- 8 — kahesanz’ (kahesande-);
- 9 — ühesanz’ (ühesande-);
- 10 — kümnenz’ (kümnende-);
- 100 — sadanz’ (sadande-);
- 1000 — tuhanz' (tuhande-).

### Синтаксис
Синтаксис вепсского языка мало отличается от синтаксиса близкородственных языков, хотя в нём и сохраняется ряд архаических явлений. В то же время многие конструкции синтаксиса письменного вепсского языка представляют собой кальки с соответствующих русских конструкций, что подробно рассматривается в книге М. Ю. Кузнецова «Русские черты в вепсском синтаксисе».

#### Повествовательное предложение
В вепсском языке, как и в других прибалтийско-финских, центральной частью предложения является сказуемое, поэтому оно должно быть всегда, в то время как подлежащее нередко можно опустить: Olen kirjutai «Я писатель» вместо Minä olen kirjutai.
В отрицательной форме повелительного наклонения личные местоимения должны находиться между «запретительным» и основным глаголами: Algha hän tule «Пусть он/она не приходит».

#### Вопросительное предложение
В вопросительных предложениях вопросительные местоимения всегда выносятся вперёд: Kuna (sinä) mäned? «Куда (ты) идёшь?».
Если задаётся вопрос с вопросительной частицей «ли» (-ik), то вперёд выносится смысловой глагол: Mäned-ik sinä laukha? «Идёшь ли ты в магазин?», Ed-ik mäne laukha? «Не пойдёшь ли ты в магазин?».

### Словообразование
Вепсские существительные образуются с помощью словообразовательных суффиксов или путём словосложения.
Большинство существительных образовано с помощью какого-либо словообразовательного суффикса, например: kodiine (< kodi), čomuz (< čoma), koivišt (< koiv), kädut (< käzi), kolkotez (< kolkotada) и т. д.
В вепсском языке очень много сложных слов — намного больше, чем в русском. Обычно там, где в русском использовались бы отымённое прилагательное или родительный падеж, в вепсском используется сложное слово: jogi «река» + rand «берег» = jogirand «берег реки, речной берег» и т. п.
Диминутивных (уменьшительно-ласкательных) суффиксов в вепсском языке два:
- -ut (после согласных), -hut (после гласных): lapsut «ребёночек» < laps’ «ребёнок», tehut «дорожка, тропа» < te «дорога», pähut «головка» < pä «голова»; образует двухосновные существительные с гласной основой на -de- и согласной — на -t-: tehude-, tehut- (tehut), mägude-, mägut- (mägut);
- -ine: prihaine «мальчик» < priha «парень», kirjeine «письмо» < kirj «книга»; образует двухосновные существительные с гласной основой на -iže- и согласной на -š-: prihaiže-, prihaš- (prihaine); иногда суффикс -ine/-iže, вследствие исторических фонетических причин, сокращается до -ne — vask'ne «медный», тогда гласная основа становится vask'še- (< vas’kiže-), а в некоторых говорах может выглядеть и как vašše- (согласная — vas’kiš-); этот суффикс образует также прилагательные от иностранных слов, в которых -a- перед -i- почти всегда выпадает: artista- — artistine «артистический»[128];

- существительные на -ine обладают уменьшительно-ласкательным значением, а существительные на -ut имеют уменьшительно-уничижительную коннотацию[127].

Собирательных суффиксов в вепсском языке два:
- -ik: lehtik «тетрадь» < leht (сокращённая форма от lehtez «лист», употребляемая в некоторых говорах, имеющая гласную основу lehte-), koivik «березняк» < koiv «берёза» (гласная основа — koivu-); образует одноосновные существительные с гласной основой на -о-: lehtiko-;
- -išt: kaumišt «кладбище» < kaum «могила», marjišt «ягодник» < marj «ягода», norišt «молодёжь» < nor’ «молодой»; образует одноосновные существительные с гласной основой на -о-: norišto-, marjišto-.

Суффиксов, образующих наименования людей, в вепсском языке три:
- -nik образует названия профессий или занятий, связанных со словом, от которого произведено словообразование, а также людей, находящихся в отношениях с понятием, выраженным словом, от которого произведено словообразование: mecnik «охотник» < mec «охота» (гласная основа — meca-), kalanik «рыбак» < kala «рыба», sarnnik «сказочник» < sarn «сказка» (гласная основа — sarna-), kanznik «член семьи» < kanz «семья» (гласная основа — kanza-), külänik «житель деревни» < külä «деревня»; образует одноосновные существительные с гласной основой на а-: kalanika-, velgnika-;
- -laine (-läine): lidnalaine «горожанин» < lidn «город», küläläine «сельчанин, житель села» < külä «деревня, село», estilaine «эстонец, эстонка» < esti «Эстония» (сокр.); образует названия людей, происходящих из места, народа, страны, выраженных словом, от которого произведено существительное, образуемые существительные — двухосновные с гласной основой на iže- и согласной основой на -š: lidnalaiže-, lidnalaš- (lidnalaine), по происхождению они — субстантивированные прилагательные;
- -ar’ образует названия людей, имеющие негативный оттенок, связанные с субстанцией, неумеренное потребление которой вызывает появление этого оттенка; название субстанции при этом выражено словом, от которого произведено существительное: sömär’ «обжора» < söm «еда» (гласная основа — sömä-), jomar’ «выпивоха» < jom «питьё, напиток» (гласная основа — joma-). Образуемые существительные — одноосновные с гласной основой на i: jomari- (jomar’).

Суффикс -nd, когда образует существительные от существительных, также может образовывать наименования людей (в конкретизирующем значении), например, ižand «хозяин, господин» < iža «самец», emänd «госпожа» < emä «самка»; образованные существительные — одноосновные с гласной основой на -а: ižanda- (ižand).
Суффикс, обозначающий названия качества, один:
- -uz (-uz’) (только от прилагательных) čomuz «красота» < čoma «красивый», vauktuz «свет, светлость» < vauged «белый» (гласная основа — vaukta-), laškuz «лень» < lašk «ленивый» (гласная основа — laška-), ahthuz «теснота» < ahtaz «тесный»; образует двухосновные существительные; если существительное данной группы оканчивается на -tuz, -duz, -kuz, -žuz, то его гласная основа оканчивается на -(s)e, а согласная — на -s; если же перед словообразовательным суффиксом оказывается иной согласный, то гласная основа оканчивается на -(d)e, а согласная — на -t: laškuse-, laškus- (laškuz); vauktuse-, vauktus- (vauktuz); čomude-, čomut- (čomuz).

Палатализация (смягчение) z в конце таких слов может иногда присутствовать в разговорной речи. Термино-орфографическая группа Санкт-петербургского вепсского общества решила не отмечать её на письме. Палатализация никогда не присутствует в существительных, образованных от прилагательных на -ine (неологизмы): aktivižuz, posessivižuz и др.
Суффиксы, обозначающие названия действия, могут быть разделены на 5 групп:
- -ez, -uz, изредка — -uz’, к которым спереди могут присоединяться согласные — например, d или t; образуют существительные — названия итогов действий (изредка — названий действий): painuz «печатание» < painda «печатать» (гласная основа — paina), sanutez «рассказ» < sanuda «сказать» (гласная основа — sanu-); образует двухосновные существительные с гласной основой на -se и согласной на -s; многие слова из этой группы изменили своё значение: например, ahtmuz (ahtmuse-, ahtmus-) «количество снопов, сажаемых в ригу за один раз» образовано от III инфинитива глагола ahtta «сажать снопы в ригу»;
- -tiž (-diž) образует существительные — названия итогов действий; этот суффикс присоединяется к полной гласной основе, или краткой, если она есть: lugetiž «поминальная книжка» < lugeda «читать» (гласная основа — luge-), poimetiž «вышивка» < poimeta «вышивать» (краткая гласная основа — poime-), ombletiž «шов» < ombelta «шить» (гласная основа — omble-); образует двухосновные существительные с гласной основой на -še и согласной — на -š: poimetiše-, poimetiš- (poimetiž), kirodiše-, kirodiš- (kirodiž);
- -nd (образует существительные — названия действий): nevond («совет») < nevoda «советовать» (гласная основа — nevo-), joksend «бег» < jokseta — «бежать», sanund «предложение (синтакс.)» < sanuda «сказать» (гласная основа — sanu-); образует одноосновные существительные с гласной основой на -а: nevonda- (nevond), sanunda- (sanund);
- -neh (-ineh) образует, в основном, звукоподражательные слова: lovineh «стук» (< *lovaineh) < lovaita «стучать» (основа инфинитива — lovai-), helineh «звон» (< *heläineh) < heläita «звенеть» (основа инфинитива — heläi-); образованные существительные — двухосновные с гласной основой на -е и согласной — на -h: lovinehe-, lovineh- (lovineh);
- -mine образует существительные — названия процессов: kirjutamine «процесс написания» < kirjutada «писать» (гласная основа — kirjuta-), pezemine «мытьё, процесс мытья» < pesta «мыть» (гласная основа — peze-), toštmine «повторение (процесс)» < toštta «повторять» (гласная основа — tošta-); образованные существительные — двухосновные с гласной основой на -iže и согласной — на -š: pezemiže-, pezemiš- (pezemine).

Суффикс, образующий названия орудий действия, в вепсском языке один:
- -im: ištim «стул» < ištta «сидеть» (гласная основа — ištu-), pirdim «карандаш» < pirta «рисовать» (гласная основа — pirda-), kirjutim — «ручка (для письма)» < kirjutada «писать» (гласная основа — kirjuta-); образует двухосновные существительные с гласной основой на -е и согласной — на -n: ištme-, ištin- (ištim), kirjutime-, kirjutin- (kirjutim).

Два суффикса создают прилагательные со значением присущности: -(a/e)v и -kaz, например, maht «умение» — mahtav «умелый», vägi «сила» — vägev «сильный», mel' «ум» — melekaz «умный». Иногда суффикс -kaz образует прилагательные от основы множественного числа с показателем множественности -i: kärpiškoikaz «морщинистый» — от kärpišk «морщина».
Существует один лишительный суффикс -toi, означающий отсутствие чего-либо: mel' «ум» — meletoi «безумный», arv «цена» — arvotoi «малоценный, недостойный», tundištada «узнавать» — tundmatoi «неизвестный». Есть также 3 суффикса, образующие прилагательные со значением неполного качества: -kh, -tab и -laz, например, kuiv «сухой» — kuivahk «суховатый», pit’k «длинный» — pit’kätab «длинноватый», karged «горький» — karktalaz «горьковатый». Чаще всего встречаются прилагательные неполного качества, образованные с помощью суффикса -hk. Прилагательные неполного качества также образуются с помощью родительного падежа и послелога pol’he: pit’kän pol’he «длинноватый» и т. п.
Кроме всего этого, в вепсском языке выделяются такие прилагательные, в которых нельзя обнаружить никакого образующего суффикса, например, čoma «красивый» или vezo «отлогий (берег)»; выделяется древний суффикс, но основа, от которой произошло словообразование, не сохранилась: pimed «тёмный», komed «громкий».
В вепсском языке существуют также «комплексные», то есть составные, суффиксы, состоящие из двух частей, как например с суффиксом -ine/-iže, который играет главную роль в образовании прилагательного, в то время как вторая часть придаёт ему определительное значение; составные суффиксы -sine и -hine образуют прилагательные со значением происхождения из какого-либо места, а также происхождения по материалу/веществу: külähine «деревенский» — от külä «деревня», kivesine «каменный» — от kivi «камень». Такие суффиксы могут заменяться сложными словами: savesine pada «глиняный горшок» — savipada (буквально: «глина-горшок»). Суффиксы вида -line образуют прилагательные с временным значением: eht «вечер» — ehtaline «вечерний».

### Лексика
Основной массив вепсской лексики — прауральского, прафинно-угорского и праприбалтийско-финского происхождения. К прафинно-угорской эпохе восходят многие названия частей тела (kel’ «язык», käzi «рука», pä «голова», sil’m «глаз», veri «кровь»), глаголы (eläda «жить», kolda «умереть», olda «быть», kulda «слышать», nähta «видеть», leta «лететь», joda «пить», söda «есть», antta «дать»), местоимения (minä «я», sinä «ты», hän «он, она, оно», ken «кто», mi «что»), прилагательные (must «чёрный», oiged «правый», nor’ «молодой», vanh «старый», uz’ «новый»), числительные (üks’ «один», kaks’ «два», kuume «три», nell’ «четыре», viž «пять», kuz’ «шесть», kümne «десять»), названия живых организмов (bol «брусника», murikaine «морошка», pedai «сосна», sen’ «гриб», kala «рыба», lind «птица», sorz «утка», juucen / joucen «лебедь», il’bez «рысь», orav «белка»), природных явлений (so «болото», lumi «снег», pil’v «облако», vihm «дождь», korb «густой лес»).
К прафинно-угорскому периоду относится также множество слов, связанных с материальной и духовной культурой — это названия построек и домашней утвари (kodi «дом», paja «кузница», uks’ «дверь», pada «горшок»), одежды (soba «одежда», vö «пояс», hattar «портянка»), металлов (hobed «серебро», vas’k «медь»), ремесленная терминология (kudoda «ткать, вязать», püuväz «лён», käbu «игла для вязания сетей», sep «кузнец»), названия средств передвижения и связанных понятий (suks’ «лыжа», veneh «лодка», lad «лыжня», te «дорога»), терминология, связанная с охотой, рыбалкой и сельским хозяйством (ampta «стрелять», parata «ставить силки», jouhta «молоть», küntta «пахать», nagriž «репа», nižu «пшеница», lehm «корова», siga «свинья»), обозначения времени (aig «время», eht «вечер», ö «ночь», keväz’ «весна», sügüz' «осень», tal’v «зима», voz' «год», ku «месяц»), понятия, связанные с измерением и торговлей (lukt’a / lugeda «считать, читать», maksta «платить», möda «продать», ostta «купить», kahmal «горсть», süli «сажень»), степеней родства (pereh «семья», ak «жена, женщина», anup’ «тёща, свекровь», küdu «деверь», nado «золовка»), понятия, связанные с религией и мифологией (jumal «Бог», noid «колдун», loičtas (южн.) «молиться»).

### Заимствования
Праприбалтийско-финским языком было заимствовано большое количество слов балтийского, германского и славянского происхождения. Многие из этих слов сохранились в вепсском.
К балтизмам относятся ahtaz «тесный», aiž «оглобля», bapshaine «оса», bir’b «дратва», el’geta «понимать», hambaz «зуб», hahn «гусь», hein «сено», herneh «горох», hiim / heim «родня, родственник», härg «бык», karzin «подполье», kindaz «рукавица», kirvez «топор», meri «море», murzei «молодуха, жена», n’aba «пупок», paimen «пастух», resk «пресный», riiže «бедро», sebr «совместная работа общества», siibäz «столб», taba «нрав, характер», tagl «трут», tuha «тысяча», taivaz «небо», vago «борозда», vaha «воск», vill «шерсть, руно», ägez «борона».
Среди унаследованных от праприбалтийско-финского германизмов имеются такие слова, как aganod «высевки», arb «жеребьёвка», habuk «ястреб», hibj «тело, кожа», hob «войлок», hodr «ножны», humal «хмель», jo «уже», kagr «овёс», kana «курица», kell «колокол», kerita «стричь», kihl «заклад», kiijaz «рогатина», kurk «горло», kuud «золото», lambaz «овца», leib «хлеб», murgin «завтрак», negl «игла», not «невод», paid «рубашка», pino «поленница», pougiž «мехи», püud «поле», raiže «колея», rand «берег», rehtil «сковородка», roste «ржавчина», roud / raud «железо», rugiž «рожь», sadul «седло», sat «копна», segl «сито», sim «леска», tarbiž «надо, нужно», tin «олово», voud «воля, власть».
К древнейшему слою славянизмов относятся слова abid «обида», azraim «острога», babu «боб», bird «бёрдо», birk «бирка», dumaida «думать», ikun «окно», kad’jad «портки», kassar’ «косарь», kožal’ «прялка», lava «пол», louč «лавка», luzik «ложка», läv «хлев», pirag / pirg «пирог», pästar «кострика», päč «печь», rist «крест», rähk «грех», sapug «сапог», sir’p «серп», toukun «толокно», tout «долото», vartin «веретено», žal’ «жаль».
Более новый слой славянизмов включает в себя заимствования из русского (как из литературного языка, так и из диалектов): bajar’ «боярин», balafon «балахон», bohat «богатый», buč «бочка», gol’l’ «бедный», läžuda «болеть», kazak «батрак», mam «мама», mokita «мучить», rassal «рассол», roža «лицо», tat «папа», udat’ «находчивость, удача», zamk «за́мок», žir «этаж», ärmäk «армяк».
Существует некоторое количество заимствований из саамских языков: ližm «илистый», čapta «резать», čoga «угол (внутри здания)».